# ヴァンパイア (ゲーム)
『ヴァンパイア』（VAMPIRE）はカプコンが開発・販売した2D対戦型格闘ゲーム、およびその続編を含むシリーズの総称。1994年7月12日にアーケードゲームとして第1作『ヴァンパイア』が出荷された。アジア圏以外でのシリーズ名は『Darkstalkers』（ダークストーカーズ）。

## 概要
本作に登場するプレイヤーキャラクターたちは、ほぼ全てが吸血鬼や狼男をはじめとする伝承上のモンスターである（シリーズ作中では「ダークストーカー」と称する）。モンスターをキャラクターに据えることで、人間のキャラクターが行えば突飛すぎる人間離れした動作を違和感なくアクションとして取り込み、人間同士の戦いでは表現しきれない派手な演出を実現している。キャラクターが人間ではない分、キャラクターの身体切断描写の存在など、暴力描写もより過激である。人間ではないものが闘う、というコンセプトは攻撃方法にもおよび、パンチやキックといった制限をなくした通常技が多く、格闘技ゲームではなくファンタジーな格闘の実現という方向性を明確にした。
シリーズ第1作『ヴァンパイア The Night Warriors』は、カプコンが『ストリートファイターII』シリーズに続いて初めて発表した完全新作の対戦型格闘ゲーム。システム面では、複雑な操作をしなくても連続技を行える「チェーンコンボ」と、防戦一方になっても反撃できる「ガードキャンセル (GC)」の2つが主軸となり、本作以前の『ストリートファイターII』型の格闘ゲームとは大きく異なる戦術がプレイヤーに求められるようになった。
商業的な成果としては、日本では非常に多くのファンに受け入れられ、カプコンを代表する格闘ゲームシリーズの一つとして認知されるまでに至ったが、アメリカでは「動きがクレイジー」と拒否反応を示すファンが多く（新声社のアーケードゲーム雑誌『ゲーメスト』の日米ゲームファン比較の記事より）、アメコミ調のグラフィックにもかかわらず本場アメリカにおいては敬遠される結果となった。北米での不振は直前の発売で空前のインカムを叩き出していた『X-MEN』との基板交換を渋る店舗が多かったこともある。
続編のほか、いくつかのメディアミックスもなされた。1997年には第2作『ヴァンパイア ハンター』が『ヴァンパイアハンター The Animated Series』のタイトルで全4巻のOVAとしてアニメ化されている。

### グラフィック
キャラクターグラフィックはこれまでの写実的な陰影と身体の立体表現から大きく変化し、アメコミ調のアニメ絵風の描き方で制作されている。アニメーションのパターンは膨大な枚数が用意されており、流麗な動きを実現している。これは当時の新世代ゲーム機であったPlayStation、セガサターンいずれにも完全移植が不可能であった。背景のゴシック・ホラー調の雰囲気と合わせ、グラフィックはプレイヤーから高評価を得ている。
『ヴァンパイア』以降のカプコンの2D対戦型格闘ゲームでは、それまでの『ストリートファイターII』などのようにドットパターンを駆使したグラデーションでの陰影表現とは異なり、キャラクターの陰影を2 - 3階調で表現するアニメ絵（セル画塗り）の手法を用いている。このアイディアは岡本吉起によるもので、当時グラフィックの監修をしていたあきまんは「塗りの時間は短縮できるがグラフィック自体の情報量が減る分しっかりとしたデッサンが必要で、これまで以上に精緻なアニメーションパターンを作らないと間が持てない」と乗り気ではなかったが、徹底したキャラクターデザイン監修の甲斐もあり本人も納得のいくセル塗りとアニメーションパターンになったという。

## シリーズ作品
アーケード（業務用）作品では、システム基板はいずれもCPシステムII (CPS-2) を使用している。

### ヴァンパイア The Night Warriors
1994年7月12日稼働のシリーズ第1作。独特の世界観と数々の画期的なシステムが特徴。このタイトルのみ「©手塚プロ」の表記が併記されている広告などがあったが、ゲーム内容には全く関連しない。他のシリーズ作品と対比し「初代」と呼ばれることもある。
ある夜突如、闇の住人たちの意識に我の下へ集えという謎の思念が語りかけ、その声に導かれた10体のダークストーカーズが戦いを繰り広げる。プレイヤーが使用できる10体の他、ボスキャラクターとして2体のCPU専用キャラクターが登場した。対戦時にそれぞれのキャラクターの種族名（モンスター名）が表示されるのが特徴となっている。
対コンピュータ戦は、世界地図のマップを移動する演出で、自分の操るキャラクター以外の9体と戦った後、ボスのフォボス、パイロンと順番に対戦する（計11戦）。エンディング後のスタッフロールは、ノーコンティニューでクリアしなければ見ることはできない。
コイン未投入時のデモ中にキャラクター選択画面が出るが、その時にスタートボタンを押すことでデモ対戦のキャラクターをある程度選択可能（本来予定されていた戦闘ステージが選ばれた1P・2Pどちらのキャラクターとも関係のないステージとなったりする）。
ゲーム誌『ゲーメスト』（新声社）誌上で行われた「第8回ゲーメスト大賞」（1994年度）において大賞2位を獲得、その他にベスト対戦格闘賞で2位、ベスト演出賞で3位、ベストグラフィック賞で1位、ベストVGM賞で1位、年間ヒットゲームで4位、プレイヤー人気で5位、ベストインカムで4位を獲得した。
1996年3月29日にはPlayStation用タイトルとして発売された。当初はセガサターン版と同時期に発売が発表されたものの、開発が遅れ、セガサターンで続編である『ハンター』が発売された約1か月後に発売となった。セガサターン版と同じくVSモードが追加されているが、メモリーカードには対応しておらず、オプション設定の項目数も非常に少ない。セガサターン版と同様に、アニメパターンを削減する代わりに似た動作へ差し替えて枚数を節約するという方式を取っているが、一部のステージでは処理落ちも発生した。本作のみの要素として、矢沢永吉の楽曲「THE TROUBLE MAN」が流れる新規のオープニングムービーが追加され、エンディングのスタッフロールは同じく矢沢永吉の「THE RAIN」が流れる独自のものに変更されている。なお、アーケード版同様、通常ではボスキャラクターのフォボス、パイロンは使用できない。

### ヴァンパイア ハンター Darkstalkers' Revenge
1995年3月6日稼働のシリーズ第2作。新キャラクターとしてドノヴァンとレイレイが追加され、前作のボスキャラクター2体も使用可能になった。『ハンター』というタイトルの通り、両者共に「闇の住人を狩る」立場のキャラクターとして参戦。前作のバージョンアップ的な位置付けとなっているため、キャラクターの基本カラーやステージの配色は前作の色違いで、BGMも前作のアレンジとなっている。複雑だった前作の必殺技コマンドを単純なものに見直し、「チェーンコンボ」や「ガードキャンセル」などが成功すると画面に大きく表示するなど、分かりやすさを重視した調整が行われた。
対CPU戦は、ボス以外のキャラクターから選ばれた8体（同キャラクター戦の場合もある）と戦った後、前作のボス2体と対戦する（計10戦）。ストーリーそのものに前作から大きな変更はないが、前作のキャラクターも含め、エンディングの最後に一枚絵と文章によるエピローグが追加されている。前作よりも難易度が下がり、チェーンコンボやEX必殺技などが当たりやすく設定されている。
また、このゲームのCPU戦の難易度は、基板に設定されている難易度の高さやCPUキャラクターの出現順（後半に登場する相手ほど強くなる）、プレイヤーの残り体力や獲得点数の高さだけではなく、CPU相手に出した技とその効果についても影響する。その技を出して、相手に当たったか、ガードされたか、空振りしたかによって、CPUのこちらに対する反応が大きく変化するのである。CPU相手に対して、技を何度も空振りしたりガードされたりすると難易度は下がり、技を的確に当てていけば、その分CPUの攻撃も厳しく、難易度が上昇するというシステムが組み込まれているため、本作のCPU戦は初心者でも上級者でも楽しむことが可能となっている。
なお、CPU戦の最終ラウンドでドローになってもゲームオーバーとはならない。プレイヤーの勝利グラフィックが現れ、次の対戦相手へ進むようになっている。
『ゲーメスト』誌上で行われた「第9回ゲーメスト大賞」（1995年度）において大賞2位を獲得、その他にベスト対戦格闘賞で2位、ベストグラフィック賞で2位、ベスト演出賞で5位、ベストVGM賞で1位、プレイヤー人気で2位、ベストインカムで3位、年間ヒットゲームで2位を獲得した。その他、ゲーメストムック『ザ・ベストゲーム2』での「読者が選ぶベストゲーム」で5位を獲得した。
1996年2月23日にはセガサターン用タイトルとして発売された。家庭用ゲーム機へはシリーズ初の移植となった。メモリ容量の制限によりアーケード版から一部の動作のアニメパターンが削られたが、不自然な動作にならないように似た動作に差し替えてアニメのスムーズさを維持するという策が取られている。しかし、オプション画面で隠しコマンドを入れることでさらに多くの設定を変えることができ、パターンが削られているキャラクターも同キャラクター戦のみアーケード版と同様のパターンにすることが可能。さらに、非公認ではあるが複雑なコマンドを入れることでデバッグモードを利用することもできた。これにより追加された当たり判定やダメージの表示、コマ送りなどの機能はコンボや戦術の研究に大いに役立った。家庭用オリジナルのモードとしてはひたすら対戦を続けられる「VSモード」のみだが、オプションの設定項目が非常に充実しており、当初はPlayStation版と同じく『ヴァンパイア』として開発されていたため、前作のBGMやオープニングも隠し要素として同時収録されている。エンディングのスタッフロールは無くなった代わりに、勝利グラフィック集に変更されている。オープニングデモはアーケード版と一部異なり、キャラクター同士の対戦シーンが省略され、代わりに前作のオープニングの一部が使われている。

### ヴァンパイア セイヴァー The Lord of Vampire
1997年5月28日稼働のシリーズ第3作。新キャラクターとしてジェダ、リリス、バレッタ、キュービィの4体が追加され、フォボス、パイロン、ドノヴァンが削除された。本作からナレーションの演出が追加されており、ラウンド開始とKO時だけでなく、コンボが決まった瞬間にもボイスが（他の声と違い、ほとんど低音処理されずに）追加された。ナレーション担当は上田祐司。システム面では、「インパクトダメージゲージシステム」を採用し、前作よりもゲーム展開が速くなった。一方で前作と比べてコンボによる大ダメージが全体的に狙い辛くなった。また「アドバンシングガード」が追加された。
ジェダが創り出した「魔次元」を舞台に、価値ある魂として召喚されたダークストーカーズが戦いを繰り広げるというバックストーリーのもと展開する。戦いの舞台が現実世界と異なる異次元世界という設定上、キャラクターとステージ背景の関連性が薄くなり、一部のキャラクターを除いて登場するステージは固定されていない。隠しキャラクターとして、ダークガロンや相手に次々と乗り移るシャドウなども登場した。
対コンピュータ戦は、通常は7体の敵と戦う。ほとんどのキャラクターは最終ボスとしてジェダが登場するが、一部のキャラクターは別のキャラクターがボスとなっている。また、条件を満たすとキャラクター毎に決められた乱入キャラクターが登場し、最終戦後には隠しボスの朧ビシャモンが登場することもあるため、1プレイでは最大で9戦となる。乱入キャラクターと最終ボスには、それぞれ専用の会話デモが用意されている。
1998年4月16日にはセガサターン用タイトルとして、日本国内でのみ発売された。4MB RAMカートリッジ専用ソフトとして登場し、同梱版も発売された。RAMカートリッジ使用により、アーケード版のアニメパターンがほぼ完全に再現されている。タイトルは『セイヴァー』だが、アーケード版ではCPU専用だった朧ビシャモンが使用可能になり、『セイヴァー2』からフォボスとパイロンとドノヴァンが追加された。それぞれに新規の個別エンディングも用意されている。なお、これらのキャラクターは『セイヴァー』のシステムに合わせ、『セイヴァー2』から性能が新たに調整し直されている。隠しオプションとして、ゲージの初期ストック数を変更したり、クリアしたキャラクターのエンディングデモを見られるモードなども収録されている。
なお、北米PlayStation版や英語版『リザレクション』ではタイトルが "Darkstalkers 3" に変更されているため、こちらの名称でも知られる。また、当初は日本国外タイトルを"Darkstalkers: Jedah's Damnation"とするように予定していたが、正式リリース時に変更された。アーケード基板データの中に没データとして"Darkstalkers: Jedah's Damnation"を基にしたタイトル画面が存在している。
ヴァンパイア セイヴァー EX エディション
1998年11月5日にはPlayStation用タイトルとして『ヴァンパイア セイヴァー EX エディション』が発売された。本作は『セイヴァー』『セイヴァー2』『ハンター2』の3作品を1本にまとめたという謳い文句で、セガサターン版『セイヴァー』の追加キャラクターに加え、さらに『セイヴァー2』&『ハンター2』からマリオネットも登場。アニメパターンや一部の演出はセガサターン版より削られているが、キャラクター選択時に『セイヴァー』をベースにした「D.F.チェンジ」、『セイヴァー2』&『ハンター2』をベースにした「D.F.パワー」の2種類のキャラクタータイプを選択可能で、『セイヴァー』対『セイヴァー2』といった、それぞれ異なる作品の性能のキャラクター同士で対決可能なシステムを実現。「オリジナルキャラクターモード」では独自にキャラクターの色設定を変更したり、対戦によるキャラクターの育成などを行える。また一定条件を満たすと『セイヴァー2』と『ハンター2』をベースにした裏モードを選ぶことができるが、業務用とは違いこれらも全キャラクターを使用可能となっている。シリーズの移植作品では「トレーニングモード」が初搭載された。
2001年5月31日には廉価版「カプコレ」として再発売された。2011年2月9日にはゲームアーカイブスにてPlayStation 3とPlayStation Portable向けに配信が開始された。レイティングはCERO：C（15才以上対象）。

#### ヴァンパイア セイヴァー2 / ハンター2
1997年9月より日本国内でのみ、2バージョン同時稼動。どちらも『セイヴァー』のマイナーチェンジ版で若干の調整がなされ、『ハンター』からフォボス、パイロン、ドノヴァンが復活した。さらに、前作の隠しボスであった朧ビシャモンと、相手キャラクターをコピーするマリオネットも使用可能となった。ただし、どちらの作品も『セイヴァー』から一部のキャラクターが削除されており、ダークガロンは両方とも登場しない。また、「ダークフォース」が全キャラクター共通のものに変更され、エンディングデモなども大幅に簡略化された。作品の舞台はどちらも『セイヴァー』と同じく魔次元であり、ジェダを中心としたストーリーになっている。
ヴァンパイア セイヴァー2 The Lord of Vampire
『セイヴァー2』では復活キャラクターと入れ替えに、『セイヴァー』に登場していたガロン、オルバス、サスカッチの3体が削除されている。BGMは『セイヴァー』の曲のままだが、体力ゲージの枠が黄色から水色に変わり、ステージの配色も『セイヴァー』の乱入キャラクター用に使用されていた色違いのものに変更された。『セイヴァー』では一部のキャラクターしか中ボスが存在しなかったが、『セイヴァー2』ではシャドウとマリオネットを除く全キャラクター共通の中ボスとしてパイロンが登場し、最終ボスも共通でジェダとなった。エンディングなどのデモもジェダ使用時とそれ以外の2種類に簡略化されている。キャラクターの入れ替えやボスの変更に合わせ、乱入キャラクターも一部変更された。ただしステージ背景は色違いのまま変化せず、『セイヴァー』にはあった乱入時の会話メッセージも無くなっている。
ヴァンパイア ハンター2 Darkstalkers' Revenge
タイトルは『ハンター2』だが、ゲームシステムやキャラクターの性能などは基本的に『セイヴァー2』と同一である。バックストーリーと登場キャラクターが『セイヴァー2』と異なり、『ハンター2』ではガロン、オルバス、サスカッチが登場する代わりに、『セイヴァー』からの新キャラクター4体が登場しない。ステージ背景やデザインなどは『セイヴァー2』と共通だが、体力ゲージの枠が緑色になり、ゲーム中のBGMが『ハンター』で使われていたものに差し替えられている。ステージBGMもキャラクターに対応した『ハンター』の曲（朧ビシャモンなどは『セイヴァー』の曲）が流れるため、シリーズで唯一、ステージ背景と流れるBGMが別々のものとなっている。なお、隠しコマンドで対戦時のBGMを初代『ヴァンパイア』の曲（レイレイなどは『セイヴァー』の曲）に切り替えることもできた。キャラクターの勝利メッセージは『ハンター』当時とほぼ同じ物が使われており、演出面でも「ドノヴァンの傍にアニタがいる」「セシルが登場しない」など、一部『ハンター』寄りになっている。また、フォボスとパイロンのみ『セイヴァー2』とは一部性能が異なる。ボスは『ハンター』と同じく全キャラクター共通でフォボス→パイロンの順となり、エンディングは『セイヴァー2』と同様にパイロン使用時とそれ以外の2種類のみ。また、乱入キャラクターの設定が一部『セイヴァー』や『セイヴァー2』とも異なっている。

## コレクション作品

### ヴァンパイア クロニクル
2000年8月10日にドリームキャスト用タイトルとして、『ヴァンパイア クロニクル for Matching Service』が日本国内でのみ発売された。本作は家庭用オリジナル作品で『セイヴァー2』のゲームシステムを基に、ダークガロンを除いた過去シリーズの全キャラクターが総登場する。ゲームモード（ゲージのタイプ）を初代『ヴァンパイア』『ハンター』『セイヴァー』の3種類から選び、キャラクターそれぞれが『ヴァンパイア』『ハンター』『セイヴァー』『セイヴァー2』の4種類からキャラクタータイプを選択して戦う。これらはグラフィックや演出は主に『セイヴァー2』をベースにしているが、技の性能などがそれぞれのシリーズ風のものに変化するというもので、原作の性能そのままというわけではない（原作から全般的に弱体化がなされている）。各シリーズに登場していなかったキャラクターも、そのシリーズに合わせた性能が新たに設定され、各タイプを選択できる（例えば『ヴァンパイア』タイプのドノヴァン、『ハンター』タイプのジェダなど）。CPU戦は『セイヴァー2』に準じてジェダが最終ボスの共通エンディングとなっているが、各シリーズのオープニングとスタッフロールがおまけムービーとして別に収録されている。また、BGMやボイスがリサンプリングされ、アーケード版よりも高音質を実現している。「for Matching Service」というタイトルの通り、ネットワークを介した通信対戦機能に対応していたが、2003年9月1日正午をもってサービスは終了。
2004年12月12日には『ヴァンパイア クロニクル ザ カオスタワー』としてPlayStation Portable用に移植された。レイティングはCERO：C（15才以上対象）。3体のキャラクターを選んで魔界にそびえる塔を登って行く「タワーモード」と、イラストや過去の作品のエンディングなどを閲覧できる「クロニクルモード」が新たに追加された。PSPの操作形態に合わせ、簡易コマンドでチェーンコンボや必殺技を出せる「EASYモード」が搭載されている。ワイヤレスLAN（アドホックモード）による通信対戦に対応し、後にサービスが始まったアドホック・パーティーにも対応している。なお、タワーモードやネットワークモードでは、特定の行動が制限されたり特殊な勝利条件が課される「リミットバトル」も存在する。
2005年11月17日には廉価版「PSP the Best」として、2008年4月24日には再廉価版「PSP the Best 2008」として再発売された。2009年1月29日には『ストリートファイターZERO3 ダブルアッパー』とのカップリングで「バリューパック」として再発売となった。2010年1月28日にはPlayStation Storeでのダウンロード版も配信開始された。

### ヴァンパイア ダークストーカーズコレクション
2005年5月19日にPlayStation 2用タイトルとして、『ヴァンパイア ダークストーカーズコレクション』が日本国内でのみ発売された。アーケード作品全5作の忠実移植に加え、隠し要素やアートギャラリーを収録した完全版。公式略称は「ダクコレ」。『セイヴァー』、『ハンター2』、『セイヴァー2』の3作品には隠し要素として、それぞれの作品内で全キャラクター使用可能になった「アレンジバージョン」も搭載されている。このうち『ハンター2』のアレンジバージョンのみ、原作からシステムが大幅に変更されている。
2006年12月14日には廉価版「カプコレ」として再発売された。2008年9月18日には『ハイパーストリートファイターII』とのカップリングで「バリューパック」として再発売となった。

### ヴァンパイア リザレクション
2013年3月14日にPlayStation 3、Xbox 360用タイトルとして、『ヴァンパイア リザレクション』が発売された。レイティングはCERO：C（15才以上対象）。アーケード版『ハンター』（ver.950302準拠）と『セイヴァー』（Ver.970519準拠）の2作品を収録。開発元はIron Galaxy Studios。グラフィックを高解像度に対応（画角などは任意にカスタマイズ可能）させたほか、オンライン対戦を実装（マッチング相手の通信応答速度やコントローラ入力反映時間を任意に調整可能）。両作品ともにシステムや登場キャラクターなどはアーケード版無印準拠だが、『セイヴァー』では「朧ビシャモン」が使用可能になっている。この他ギャラリーモードなどの付随要素を付加。
同年4月17日にPlayStation 3版、8月14日にXbox 360版のダウンロード版も配信開始。

### カプコン ファイティング コレクション
2022年6月24日にNintendo Switch、PlayStation 4、Xbox One、steam用タイトルとして、アーケード版の5作が全て収録されている『カプコン ファイティング コレクション』が発売および配信された。レイティングはCERO：C（15才以上対象）。オンライン対戦、設定資料集、サウンドテスト、トレーニング、途中セーブ、1ボタン必殺技などの機能が入る。『ヴァンパイア』でフォボスとパイロン、『セイヴァー』で朧ビシャモンが使用可能になっている。『セイヴァー2』と『ハンター2』の隠しエンディングは削除されている。

### カプコンアーケード2ndスタジアム
2022年7月22日にNintendo Switch、PlayStation 4、Xbox One、steam用タイトルとして、『初代』、『ハンター』、『セイヴァー』を収録した『カプコンアーケード2ndスタジアム』が配信開始された。レイティングはCERO：C（15才以上対象）。各タイトルは個別に購入することも可能。途中セーブ、巻き戻し、早送り、スロー機能を搭載している。ハイスコアを競う「スコアアタック」、「タイムアタック」、「スペシャルチャレンジ」モードが追加されている。

## 特徴的なゲームシステム
『ヴァンパイア』シリーズのキャラクターたちは、基本的なシステムは共通しているが、それぞれが異なる独自の特徴を持っている。例えば前方ダッシュの場合、デミトリは姿を消して前に進む、モリガンは斜め上に急上昇する、ガロンは前方に飛び跳ねるなど、それぞれ動作形態が大きく異なっている。また、通常投げを持たないアナカリスのような特殊なキャラクターも存在する。
チェーンコンボ
タイミング良くボタンを押すことで、技から技へと連鎖するように攻撃を繋げることができる。複雑な操作ができない初心者の救済策として考案されたシステムであるが、初代『ヴァンパイア』ではタイミングが難しく、初心者の役に立つとは言いがたかった。『ヴァンパイア ハンター』以降で改善された。
「チェーンコンボ」と正式に名付けられたのは『ハンター』以降で、初代『ヴァンパイア』当時は公式名称がまだなく、雑誌『ゲーメスト』などで俗に「目押しコンボ」と呼ばれていた。この「目押しコンボ」は現在のものとは異なり、弱パンチか弱キック→中→強という流れのみのいわゆる「3ボタンチェーン」である。これに対し、『ハンター』以降の「チェーンコンボ」は弱パンチ→弱キック→中パンチ→中キック→強パンチ→強キックのような「6ボタンチェーン」となっている。どちらも、途中のボタンを抜かして後位の技へ繋げたり、立ち技としゃがみ技を混ぜることも可能である（例えば立ち中パンチ→しゃがみ強キックなど）。なお、『ハンター』以降の「チェーンコンボ」は、基本的に必殺技でキャンセルすることができなくなっている（モリガンの「ダークネスイリュージョン」のような、ボタン順番押しコマンドの技を除く）。
『セイヴァー』のみ、標準で空中チェーンコンボも使用可能となっている。また、『セイヴァー2』と『ハンター2』ではダークフォース中のみ空中チェーンコンボが可能。なお、『セイヴァー』以外では、空中チェーンコンボではないが、1回のジャンプで通常技を複数回出すことが可能となっている。
ガードキャンセル (GC)
相手の攻撃をガード中に特定の必殺技コマンドを入力することで、ガード直後の動けない状態（ガード硬直）をキャンセルしてすぐさま攻撃に転じる。ガード操作（レバーを後方に入れる）と必殺技のレバー操作を同時に要求されるため難易度は比較的高いが、連続してガードさせられている間はガード操作をしなくても自動でガードするため、入力が容易になる。さらに、ガードキャンセルを発動すると、一定の無敵時間が賦与されるだけでなく、相手を強制的に硬直させることも可能（『ハンター』まで）であるため、チェーンコンボを決めるのにリスクを負わせる存在として、重要なシステムである。これも初代『ヴァンパイア』では公式名称はなく、『ハンター』でこの名が付けられた。
初代ではガードハメに対する初心者の救済策として搭載され、キャラクター毎に決められた特定の地上必殺技1種類（アナカリス、ビシャモン、フォボスを除く）と、ほぼすべての空中必殺技（ビシャモンを除く）が対応技となっていた。しかし、初代のGCは成功しても画面に告知がされないため見た目の変化がほとんどなく、性能も通常と変わらないため単純に発動してもそのまま潰されてしまうことが多かったため、相手の攻撃に対する打開策にはなりにくかった。
『ハンター』ではフォボス以外の空中GCが廃止された代わりに、アナカリス以外の全キャラクターにGC対応必殺技が1種類ずつ存在し、GCを成功させると発動時に無敵時間が付加されるようになったため、大幅に利便性が向上した。また、グラフィック上の変化としても、発動したキャラクターが白く発光し、画面に "GUARD REVERSAL" の表示もされるため、発動に成功したかどうかが一目で分かるようになっている。
しかし、一部のキャラクターのGCは強力すぎたため、『セイヴァー』以降は成功の難易度を上げるため、全てのキャラクターのGC対応必殺技のコマンドがいわゆる「昇龍拳」コマンド（右、下、右下 + 特定のボタン）に統一され、一部のGC対応技が差し替えられた。画面表示も名称と同様の "GUARD CANCEL" に変更された。また、ガードキャンセルの無敵時間に関して、デミトリの「デモンクレイドル」とモリガンの「シャドウブレイド」は技本来の無敵時間が適用され、ビシャモンの「鬼炎斬」はガードキャンセル発動時の無敵時間が適用される。
アドバンシングガード (AG)
『セイヴァー』より追加。相手の攻撃をガード中に攻撃ボタンを連打（正確にはボタンをずらし押しなどで瞬時に複数のボタンを押さなければならない）すると、相手を強制的に後ろに押し下げ、連続してガードさせられる状況から脱出できる。失敗すると必殺技を空振りするリスクのあるガードキャンセルに比べ、こちらは失敗しても隙の少ない通常技が出るだけで済むため、ローリターンだが比較的ローリスクな行動である。ただし、攻撃のタイミングを微妙にずらされると通常技の出始めの隙に攻撃を食らってしまう。上級者同士の対戦になると、攻撃すると見せかけて相手のアドバンシングガードを誘い、暴発した相手の通常技をガードしそれにガードキャンセルをかけるような高度な駆け引きも見られる。なお、アナカリスのみアドバンシングガードをすることができない。
インパクトダメージゲージ
『セイヴァー』より採用。初代『ヴァンパイア』や『ハンター』での従来の「体力ゲージ」は、1ラウンドが終了する毎に両者とも体力が全快した状態で次のラウンドを開始していたが、『セイヴァー』以降のこのゲージシステムでは勝利側は受けたダメージを持ち越し、敗北側はバットマーク（ライフ残量を示し、これをすべて失うと負けとなる）を1つ失った上でゲージが全回復する。またタイムのカウントも引き継がれるが、『セイヴァー2』および『ハンター2』ではダウン時に残り時間が20延長される（最大99まで）。どちらかが体力ゲージを失ってダウンが発生した際には、そのまま試合は続行されるものの、一旦仕切り直しとなるため、発動中のダークフォースやオプション攻撃などは全て解除される。
受けるダメージは、赤いゲージで示される「確定ダメージ」と、白く点滅する「回復可能ダメージ」に分かれている。回復可能ダメージは、一定時間攻撃を食らったりガードしたりしなければ徐々に回復していく。ダメージは、回復可能ダメージと確定ダメージを含むために全体的に高めとなり、攻撃を一方的に受け続けるとゲージがどんどん減っていく。この仕様上、ゲーム展開が旧作に比べて非常に速くなっており、腕前の差に開きがあればあるほど決着が速くついてしまう。
追い討ち攻撃、移動起き上がり
初代『ヴァンパイア』ではザベルのみ、必殺技「スカルジャベリン」でダウン中の相手に追い討ち攻撃をすることが可能となっていた。『ハンター』以降ではこれが全キャラクター共通のシステムとして取り入れられ、ダウンした相手に対してコマンドを入力することで追撃が可能となった。この追い討ち攻撃は必殺技扱いとなっているため、ES化させることもできる。
これを受け、『ハンター』以降は追い討ち攻撃を回避する手段として、ダウン中にレバーを左右（『セイヴァー』以降ではレバー操作に加えボタンどれか）に入力することで、ダウン状態のまま左右に移動して、その後に起き上がることができる操作が追加された。ただし、これを行うと起き上がるまでの時間が長くなるため、わざと移動起き上がりをしないという駆け引きもある（移動起き上がりの際、移動中に食らい判定が存在するキャラクターと、そうでないキャラクターが存在する）。
スペシャルゲージ
初代『ヴァンパイア』のみのシステム。試合中の画面下部に体力ゲージとは別にゲージが存在し、攻撃を出すなどの行動により徐々に溜まっていく。ゲージが満タンになると「Special」の文字が点灯し、ゲージを消費する行動を行うと0に戻る。「Special」の点灯の有無に関わらず、ゲージは時間経過と共に徐々に減少していくが、「Special」点灯時はさらに減少が速くなる。また、ラウンド間の引継ぎはできない。「Special」点灯中は一時的に攻撃力が増加する。
『ハンター』以降は後述する「スペシャルストックゲージ」に変更されたが、『クロニクル』では初代と同様のゲージタイプも選択することが可能。
スペシャルゲージが満タンになり「Special」が点灯すると、以下の行動が可能になる。
必殺技の強化（ES必殺技）
初代では、ゲージが満タンになった後に徐々に0に向かって減っていく仕様になっている。その間に、対応した通常の必殺技を出すと、その必殺技が強化されてゲージが強制的に0に戻る。このため、初代では技の威力（弱中強）でそれぞれ強化必殺技の性能が変化するものも多い。中には、「Special」点灯時に発動するとゲージのみ消費されてしまうが、性能が通常時と全く変わらない技もある。
この仕様は、『ハンター』以降は後述する「ES必殺技」として受け継がれた。初代の時点では特別な名称が付けられていなかったが、『ダークストーカーズコレクション』の取扱説明書では初代のものについてもES必殺技と呼称されている。
スペシャル必殺技（SP必殺技）
ゲージが一杯になっているときだけ使用可能な、特殊な必殺技（他の格闘ゲームで言うところの「超必殺技」）。その多くは派手な演出を伴い、攻撃力も高い。『ハンター』以降はそのまま後述する「EX必殺技」として受け継がれた。
スペシャルストックゲージ
『ハンター』以降のシステム。初代の「スペシャルゲージ」を基にしているが、ゲージが満タンになると「ストック」することが可能になり、最大99個までストックを溜めることができる。溜めたゲージは使用しない限り自然減少はせず、同一試合内なら次のラウンドへ持ち越すことができる。『ハンター』では体力ゲージの真下、『セイヴァー』以降は画面下部にストックされる。
スペシャルストックゲージのストックを消費することにより、以下の行動が可能になる。
ES必殺技
通常の必殺技を強化したもの。「ES」は「エスペシャル」と呼ぶ。通常よりもダメージが大きいなど単純に効果を増大させるものが多いが、中には性質が全く変わる技も存在する。
初代での強化必殺技を基にしているが、『ハンター』以降は2ボタンを同時押しして通常の必殺技を出すと、ゲージを1本消費してES必殺技が発動するように仕様が変更された。技の発動中は体が変色して（『セイヴァー』以降は全員共通で青色に）光る演出も追加される。
ES追い討ち攻撃
通常1ボタンで行う追い討ちを2ボタン同時押しで行うと、ES必殺技同様にゲージのストックを消費して通常のものよりもダメージの大きい追い討ち攻撃を行える。ダメージ量の増加はごく僅かであるため、相手の残り体力が少なく、通常の追い討ちではKOできないが強化版であればKOできる、という状況で使用するのが基本となる。
EX必殺技
初代での「スペシャル必殺技」と同様。『ハンター』以降では技を発動中のキャラクターの体は虹色に発光する。なお、モリガンの「ダークネスイリュージョン」のようなボタン順番押しコマンドのEX必殺技に限り、本来ならキャンセル不可能なチェーンコンボを強制的にキャンセルして出すことが可能になっている。通常はストックを1本消費して発動するが、『セイヴァー』以降はストックを2本または3本同時に消費する技も登場した。
ダークフォース
『セイヴァー』より追加。一定時間背景が変化し、特殊能力を発動できる。発動時に僅かな無敵時間が存在する。効果時間中は使用者のスペシャルストックゲージが一切増加しない。また、リバーサルでの発動はできない。
ダークフォース チェンジ （『セイヴァー』）
『セイヴァー』ではキャラクター毎に効果が異なり、ゲージを1つ消費して「攻撃を受けてものけぞらない」「追加攻撃するユニットなどが追加」などの一時的な強化がなされる。弱・中ボタン、強ボタンで異なる2種類のダークフォースを所持しているキャラクターもいる。制限時間のゲージが0になると、技などの動作が終了した時点で強制的に終了ポーズとなり、隙が発生するというリスクがある。なお、制限時間内でも任意のタイミングで自分から終了させることもできるため、相手をダウンさせている間に解除して隙を軽減するということも可能。このタイプのダークフォースは、PS版『セイヴァー EXエディション』のゲーム内表記、およびPS2版『ダークストーカーズコレクション』の説明書では「D.F.CHANGE（ダークフォース チェンジ）」と呼称されている。これらの一部は、元は『ハンター』以前でのEX必殺技であったり、『セイヴァー2』と『ハンター2』でEX必殺技として引き継がれているものもある。技として扱われているため、それぞれに個別の技名が付けられている。
ダークフォース パワー （『セイヴァー2』『ハンター2』）
『セイヴァー2』と『ハンター2』でのダークフォースは全キャラクター共通のもので、ゲージを2つ同時に消費し「相手に与えたダメージが全て回復不能ダメージになる」、「自身の体力回復が速くなる」、「空中チェーンコンボが可能になる」、「特定のEX必殺技が強化される」といった効果が出る。任意の途中解除はできないものの、終了時の隙は存在せず、制限時間が終了すると技の動作中でも強制的に解除される。このタイプのダークフォースは、『EX エディション』と『ダクコレ』では「D.F.POWER（ダークフォース パワー）」と呼称されている。
さらに、『ダクコレ』内の『ハンター2』のアレンジバージョンでは、インパクトダメージゲージを採用していないため性質が少し異なり、体力回復の代わりに「攻撃力と防御力が上昇」「1発分の攻撃を受けてものけぞらない（スーパーアーマー）」という効果に変わっている。
『ヴァンパイア』ではスペシャルゲージが満タンになった後、一定時間の間にESもしくはスペシャル必殺技が1回だけ使えるという仕様であったが、『ハンター』以降はゲージが一杯になるとスペシャルストックゲージのストックが1つ増え、ES必殺技やEX必殺技を出すごとにストックを1つ消費するようになる。『セイヴァー』以降ではストックを同時に2つや3つ消費するEX必殺技なども登場している。ただし、『クロニクル』にて、ゲームシステムを「ヴァンパイアモード」にした場合、本来ならば2つ以上を消費するEX必殺技やダークフォースもスペシャルゲージを1回満たすのみで使用可能になる。
フレンドシップ
『セイヴァー』以降から追加された、いわゆる挑発。1試合に16回まで行うことができる。キャラクターによっては、状況や確率、特殊なコマンド操作などで数種類のフレンドシップを行える者もいる。基本的に効果は全くないが、一部のキャラクターは僅かな攻撃能力を持つ。必殺技扱いのため、通常技キャンセルでも発動可能。

## 登場キャラクター
初代『ヴァンパイア』の制作当時、キャラクターの名前を世界で受け入れられるものにするため、アメリカのスタッフによって命名が行われたが、一部のキャラクターの名前は「日本人には馴染みにくい」という理由により、日本のスタッフによって改名された。
キャラクター名の英字表記のうち、"/" に続けた後半は日本国外版におけるキャラクター名称。
開発スタッフによると「主人公」「脇役」といった肩書きはなく、プレイヤーの扱うキャラクターが常に主人公だが、『セイヴァー』では強いて挙げるならジェダが「代表者」とされる。

### ヴァンパイア
“闇の貴公子” デミトリ・マキシモフ (Demitri Maximoff)
声 - 檜山修之
魔界の支配を企むヴァンパイアの貴族。ルーマニア出身。身長197cm、体重101kg。1483年生まれ。全作品登場。
『ヴァンパイア』の主人公。過去に魔王ベリオール・アーンスランドに敗れ、魔界を追放された。プライドが高く、それに見合うだけの強い魔力を持つ。『ハンター』のエンディングでは魔界に復帰し、一大勢力を築いた。ベリオールの死後、彼の後継者であるモリガンと対立関係になる。
飛び道具、対空技、突進技を備えたオーソドックスな性能を持ったキャラクター。『セイヴァー』で登場したガード不可能のEX必殺技「ミッドナイトブリス」は、相手を女性に変身させてから血を吸う技で、デミトリが出演する作品のキャラクター全員に個別にグラフィックが用意されている。のちにSNK制作の『SNK VS. CAPCOM SVC CHAOS』などでも使用している。
“疾風の人狼” ガロン（Gallon / Jon Talbain〈ジョン・タルバイン〉）
声 - 上田祐司
魔界の貴族の血を引くワーウルフと人間のハーフ。イギリス（ゲーム中で厳密にはイングランド）出身。身長186cm、体重70kg。1940年生まれ。業務用の『セイヴァー2』以外で登場する。
人間に戻るため、己の限界を超えようとする。人間体のときに見られる服装や、必殺技「ミリオンフリッカー」で使用するヌンチャクからうかがえるように中国拳法を会得している。
突進技と素早い動きで相手を攪乱し、チェーンコンボを叩き込むのが基本の攻撃型のキャラクター。
“怪力の屍” ビクトル・フォン・ゲルデンハイム (Victor von Gerdenheim)
声 - 徳丸完
ドイツで、狂気の博士・ゲルデンハイムによって作られた人造人間。身長249cm、体重230kg。1830年製造。全作品登場。
博士はビクトルを起動させた落雷によって同時に死亡しており、「死」を理解していないビクトルは動かなくなった博士を起こす方法をあてもなく探している。激闘に身を投じているのは、父でもある博士に自身が最強であることを示すことで喜ばせることができると考えているため。『ハンター』のエンディングでは、博士の娘であるエミリーとの衝撃的事実が明らかになる。『ハンター』、『セイヴァー』のビクトルのエンディングでは、悲劇的な結末が待つ。
レバー1回転投げを始めとした多数の投げ技だけでなく、威力の高い打撃技も兼ね備えている。接近して威力の高い投げ技を決めていくか、巨体によるリーチの長いチェーンコンボを利用していく戦術がメインとなる。攻撃ボタン（中威力以上）を押しっぱなしにすることによって通常技が帯電し、電気を帯びた通常技を喰らった相手はのけぞり時間が長くなる、飛び道具系の必殺技（フォボスのプラズマビームを除く）を打ち消すことができる、必殺技同様にガードされても体力を削れるという特殊な性能を持つ。
“死のロッカー” ザベル・ザロック（Zabel Zarock / Lord Raptor〈ロード・ラプター〉）
声 - 上田祐司
冥王オゾムに従うゾンビ。オーストラリア出身。身長180cm、体重39kg。1889年生まれ。全作品登場。一部の媒体では「ザベル・ザ・ロック」と誤記されている。
生前は若者に絶大な人気を博したパンク・ロック歌手だったが自身のライブで観客100人を殺害し、直後に冥王オゾムの名を叫んで白骨化するという奇怪な最期を遂げ、オゾムの力によってゾンビとして蘇った。邪悪で強大な力を手に入れるため、他のダークストーカーに襲いかかる。魔界獣ル・マルタを相棒として連れており、戦闘の際にもザベルの技に登場する。また、オゾムを殺して冥王になろうとしている。
手足が大きく伸びる通常技、変則的な移動をする突進技、トリッキーな空中移動などを駆使してひたすら攻める攻撃型のキャラクター。
“夜の女王” モリガン・アーンスランド (Morrigan Aensland)
声 - 神宮司弥生
魔王ベリオールの養女でアーンスランド家次期当主のサキュバス。スコットランド出身。身長172cm、体重58kg。スリーサイズはB86、W56、H83。1678年生まれ。全作品登場。
本人は当主の座に興味がなく、退屈しのぎのために人間界に赴く。『セイヴァー』では出生の秘密がリリスのサイドストーリーで明らかになる。なお、前述の「ミッドナイトブリス」を受けると人形のような姿になる。
デミトリと同様に飛び道具、対空技、突進技を持ったスタンダードな性能を持つ。斜め上に進んでいく変則的なダッシュの機動性を生かした攻めも特徴。
『ストリートファイターZERO』から豪鬼が使用するスーパーコンボ「瞬獄殺」のコマンド（弱パンチ×2・レバー右・弱キック・強パンチの順に入力する）が初登場したのは、初代『ヴァンパイア』における彼女の「ダークネスイリュージョン」（分身して左右から連続攻撃を繰り出す技）である。
シリーズ屈指の人気キャラクターになったため、シリーズ以外の参戦作が全キャラクター中最多になっている。
“復活のファラオ” アナカリス (Anakaris)
声 - 徳丸完
古代エジプトの王の魂が宿ったミイラ。身長270cm、体重500g - 500kg（可変）。紀元前2664年生まれ。全作品登場。
戦争で傷を負い、永い眠りを経て目覚めたが、王国が既に滅びたことを知り、国を復活させるために動き出す。『セイヴァー』では復活した古代の王国から、王政を否定するジェダを倒すべく登場。残響音を含む勝利セリフが特徴。
画面の端まで届くほどの通常技や、画面端から反対側の画面端までワープ移動できたり、空中に長時間留まるジャンプと、モンスターをプレイヤーキャラクターにした『ヴァンパイア』の中でもひときわ異彩を放つキャラクター。それまでの対戦格闘ゲームには存在しなかった非常に独特な性能の技を多く持つ。また、全キャラクター中唯一通常の投げ技やアドバンシングガードができなかったりするなど、防御手段が存在しないため、一度接近を許すと相手に攻められっぱなしになるが、防御手段や空中からの攻めの強さは、他キャラクターに引けを取らない。
相手を変身させ一定時間無力化させる技「王家の裁き」から、他のゲームでも同様の技を受け無力化されることを「裁かれる」と呼ぶ慣習が、「ALL ABOUT」などの書籍で使われ定着している。
また、ボタン押しコマンドの技はモリガン同様アナカリスも初出である。
“夢見る猫娘” フェリシア (Felicia)
声 - 荒木香恵
人間のシスター・ローズに拾われ育てられたキャットウーマン。アメリカ出身。身長168cm、体重58kg（猫時4.1kg）。スリーサイズはB88、W61、H87。1967年生まれ。全作品に登場。
「悪者をやっつけて有名になろう」という思いを抱いて戦いに赴く。初代『ヴァンパイア』のエンディング後はミュージカルスターとなり、『セイヴァー』のエンディングでは孤児院を経営する。
素早い動きと高性能な突進技を多く持ち、攻撃力の低さを機動力と手数の多さで補うスピード型のキャラクター。
“呪いの武者” ビシャモン (Bishamon)
声 - 徳丸完
日本出身。血を求める呪われた鎧「般若（ハンニャ）」と呪われた名刀「鬼炎（キエン）」に取り憑かれたサムライ。身長190cm、体重60kg（鎧のみ）。延宝元年（1673年）生まれ。全作品登場。
妻であるおりんが止めるのも聞かず、呪われた刀と鎧を身に付けたことで殺人鬼と化した悲劇の男。解放された後は僧となり、妻と共に般若を封印するための法力を得るために各地を渡り歩く。
『セイヴァー』では、ビシャモンを解放した般若自身が自分に憑いている怨霊を実体化させたことで自律的に動いている。このため中身はビシャモン本人ではないが、般若が「ビシャモンという名を気に入ったので名乗っている」という理由により、キャラクター名はビシャモンのままとなっている。
刀を使うためリーチ・攻撃力ともに高く、一部の飛び道具系必殺技を打ち消すことができる。リバーサル専用技「鬼炎斬」も出るのが早く攻撃範囲が広い。セイヴァーから追加されたEX技「とが首さらし」で勝利すると、相手が各キャラクターに用意された特殊なやられポーズ（例：オルバスが半身の魚になるなど）になる。
“水の英雄” オルバス（Aulbath / Rikuo〈リクオ〉）
声 - 上田祐司
ブラジルのアマゾン流域の地底湖に築かれたマーマンたちの国の王。身長184cm、体重62kg。1953年生まれ。業務用の『セイヴァー2』以外で登場する。
海底火山噴火によって王国が滅ぼされ、その原因であるパイロンを探す。『セイヴァー』では、行方不明になった息子・アルバを探すために魔次元に赴く。
長いリーチを誇る通常技と、突進系の技、コマンド投げ、相手を行動不能にする技を多く持つ。技の1つ1つに癖があり、技同士を組み合わせて戦うなどの工夫が必要。EX技を絡めたガード不能連係も特徴。
『ヴァンパイア』の初期バージョンでは「しゃがみ強パンチがしゃがみガードできない」という強力な特性を持っており、速攻で相手をしゃがみ状態に押さえ込んで強パンチでひっくり返すのが主流だった。相手の起きあがりに「しゃがみ強キック（しゃがみガードでないと再び転倒）」と「しゃがみ強パンチ（立ちガードでないと再び転倒）」のどちらかを重ねる駆け引きもあった。このしゃがみ強パンチ（「ダイレクトシザーズ」）は後期出荷の基板では修正され、しゃがみガード可能な普通の攻撃に変更された。さらに『ハンター』以降の作品では全く別のグラフィックに変えられている。
なお、『ハンター』以降では初代のキャラクターカラー（キャラクター選択時に、『ハンター』では強キックかスタートボタン、『セイヴァー』以降では弱パンチか中パンチ）を使用時に限り、初代のしゃがみ強パンチをEX必殺技「ダイレクトシザーズ」として使用可能となっていた。ただし、スペシャルストックゲージを『ハンター』で1本、『セイヴァー』以降では3本も消費し、さらに初代の同技よりも動作が遅くなっている。
“雪の豪傑” サスカッチ (Sasquatch)
声 - 徳丸完
カナダに群れで暮らすビッグフットの青年。身長166cm、体重180kg、幅208cm、足80cm。1903年生まれ。業務用の『セイヴァー2』以外で登場する。
村で最強クラスの戦闘力を誇る。村の外の危険な存在を感じとり、それを排除するために村の外に出る。『セイヴァー』では、ジェダに捕まった村民を助けに行く。バナナが大好物。
戦闘中は真剣な怒り顔はおろか、相手を叩きつけて喜ぶ凶悪な表情も見せるが、作品が進むにつれて徐々にコミカルなキャラクターに変貌していく（ビッグフット一族も初代では世界征服を企んでいたが、セイヴァーでは「礼儀（バナナなど）を知っている人間は丁寧にもてなす」といった具合に変化している）。
コマンド投げ、飛び道具、リーチの長い突進系技を持った攻撃型のキャラクター。重量級だがダッシュなどのスピードは速い。
“キラーマシーン” フォボス（Phobos / Huitzil〈ヒューチル〉）
遮光器形土偶に似た外見をしたロボット。身長222cm、体重2.27t。520年製造。業務用の『セイヴァー』以外で登場する。ただし、業務用の初代『ヴァンパイア』ではプレイヤーが操作できないノンプレイヤーキャラクター。
業務用の初代『ヴァンパイア』では、異星人が作り恐竜を滅ぼしたという設定の「殺人機械」である。地球上に現れたダークストーカーズたち他の生命を滅ぼそうとする。『ハンター』以降は設定が変更され、メキシコの古代マヤ文明の人々を守り続けたガーディアン・ロボットとなっている。パイロンの接近で中央アメリカを脅威から守るプログラムが作動し、その排除のために動き出す。初代『ヴァンパイア』および『ハンター』『ハンター2』では中ボスを務める。『セイヴァー2』と家庭用の『セイヴァー』ではマヤ族の血を引く少年のセシルを主人にしている。『セイヴァー2』と『ハンター2』で再登場した際、グラフィックがほとんど総描き直しに近い規模で一新されている。
豊富な飛び道具とリーチの長い通常技で相手を寄せ付けない。初代『ヴァンパイア』ではパイロンと並び、CPU戦攻略の大きな壁となった。『ハンター』ではジャンプの頂点で一定時間止まって下へのレバー入力で降下するという上昇、空中静止ジャンプが特徴的だったが、『セイヴァー』と『セイヴァー2』では操作方法が変更された（隠しコマンドで操作方法を切り替えることも可能）。
“宇宙の支配者” パイロン (Pyron)
声 - 檜山修之
初代『ヴァンパイア』および『ハンター』系列の最終ボスである宇宙人。ヘルストーム星出身。身長？、体重？。1991年生まれ。業務用の『セイヴァー』以外で登場する。業務用の初代『ヴァンパイア』では、フォボスと同じくノンプレイヤーキャラクター。
地球を自らのコレクションにすることを望む。不可視不定形のエネルギー状生命体であるが、自らのポリシーから「地球のルール」で戦うべく、戦闘時には人間に近い形を取る。
初代『ヴァンパイア』では通常技を含むすべての攻撃にケズリ効果（ガードしている相手にダメージを与える）を持っていた。『ハンター』では弱体化されたもののプレイヤーキャラクターとしてなお高性能を誇ったが、『セイヴァー2』と『ハンター2』に再登場した際は一転して大幅な弱体化が施された。

### ヴァンパイア ハンター
前作の2体のボスキャラクターのフォボスとパイロンがプレイヤーキャラクターとして使用可能になり、また以下2体のキャラクターが新規に追加された。
“運命の狩人” ドノヴァン・バイン (Donovan Baine)
声 - 檜山修之（『ハンター』）、小杉十郎太（『セイヴァー』以降）
人間とダークストーカーの混血（所謂ダンピール）。身長194cm、体重98kg。初代『ヴァンパイア』と業務用の『セイヴァー』以外で登場する。
己の宿命のために魔物を狩り続ける。魔剣ダイレクと巨大な数珠を扱い、各種エレメントを召喚したり、自身が魔人化することが可能である。自分と似た境遇の少女のアニタを保護する。己の宿命に悩み魔物を狩り続ける。家庭用『セイヴァー』では、彼のみ『ハンター』よりも前の時間軸から登場する設定となっている。
狩った獲物を封じ込めるための棺桶を持ち歩いており、勝利ポーズ時に登場する場合がある。棺桶の内側は全面に棘がついており、アニタの人形の首が中に入っている。
性能面では、『ハンター』の時に「ゲーメスト」でキャラクター同士の相性などから強さをランキング化した際、ビクトルに次いで下から2番目の低い評価を受け、当該記事の掲載直後から日本全国に弱いキャラクターとしてランクが定着してしまった。実際には弱いということは無く、「キルシュレッド」を主体とした独特の攻めのスタイルを持ち、癖の強い各種の技を巧みに駆使しながらダメージを与えていく。
「キルシュレッド」は、コマンド入力によって手持ちの剣を地面に刺し、再度コマンド入力を行うことでその剣を飛ばすという独特のものである。剣を刺した後も、ドノヴァン本体は移動や攻撃が可能なので、ドノヴァン本体と剣とで相手を挟み込んだり、ジャンプ中に発射するなどして相手を撹乱させることができる。ただ、剣を刺している間は素手となるため通常攻撃の威力・効果範囲ともに弱体化し、また、ガードキャンセルを初めとする剣を使用した必殺技も使えなくなってしまう。
外作品出演は多いほうではないが、ヴァンパイアシリーズを題材にした小説、アニメなどのメディアの中では1番主役を演じた回数が多い。
“霊幻姉妹” レイレイ（泪泪、Lei-Lei / Hsien-Ko〈ヒシェンコー〉）
声 - 荒木香恵（『ハンター』）、根谷美智子（『セイヴァー』）
中国出身。袖に多くの武器（暗器）を隠し持つ女性のキョンシー。身長155cm、体重43kg。スリーサイズはB83、W59、H86。1730年生まれ。初代『ヴァンパイア』以外で登場する。
元は人間だが、故郷の村に伝わる禁術「異形転身の術」の力で自らダークストーカーに変化した「霊幻少女」。戦闘時は姉のリンリンが額の御札となって彼女を制御している。ダークストーカーを封じるために犠牲となり、闇に彷徨うことになってしまった母親の魂を清めるために闘う。『セイヴァー』では転生を果たしており、魔次元に捕らわれながらも前世の記憶を思い出しつつ姉とともに闘っている。設定上のフルネームは「少 泪泪（シャオ・レイレイ）」で、OVA版や『ポケットファイター』などでもこの名字の設定が使われている。彼女の肉体は術によって、ダークストーカー（チャイニーズゴースト）に変化してしまったが、母の魂を救うためにダークストーカーと戦うという設定上、彼女たちも「ダークハンター」であり、今作の物語のヒロイン的な存在といえる。なお、『ハンター』のキャラクターセレクト画面では、1P側のカーソルがデフォルトで彼女に合わせられている。小説版では、悲劇の末に母を救う旅に出て間もない彼女たち姉妹の戦いが描かれている。
チャイニーズゴーストならではの怪力を生かし、袖に隠した大小様々な暗器を繰り出す攻撃が特徴。リーチの長いパンチ攻撃、3方向に投げ分けられる飛び道具、相手の飛び道具を跳ね返す必殺技「返響器」などで相手の攻撃をつぶしつつ、低空や後ろジャンプからも出せる空中ダッシュ攻撃や、空中ブランコ式の移動攻撃技「旋風舞」でトリッキーに攻め込むテクニカルキャラクター。

### ヴァンパイア セイヴァー
前作のキャラクターのうち、業務用『セイヴァー』ではフォボスとパイロンとドノヴァンが登場せず、以下の4体が新規に追加された。
“漆黒の救世主” ジェダ・ドーマ (Jedah Dohma)
声 - 千葉一伸
魔界の救世主。魔界三大貴族の一つ、ドーマ家の当主。身長216cm、体重12 - 1002kg（可変）。紀元前4045年生まれ（1890年頃に一度死亡した後に再生）。『セイヴァー』『セイヴァー2』『クロニクル』およびPS版『セイヴァー EXエディション』とPS2版『ダクコレ』に収録されている家庭用の『ハンター2』で登場する。
かつて冥王と呼ばれ、魔界戦争の際に当時の腹心であったオゾムの奸計により、禁を破って人間界への扉を開き邪悪な魂を吸収しようとしたが、限界を超えるほどの魔力を一度に吸収したことにより自滅した。その後『セイヴァー』で復活を果たし、ドーマ家を乗っ取っていたオゾムを吸収し魔次元を作り出した。魔界を救う力「神体」の贄として、ダークストーカーズたちを、儀式の場「魔次元」に召喚した。業務用の『ハンター2』には参戦していないが、エンディングの文章にて「かの者」や「冥王」などの表現で彼の存在が描かれている。
『セイヴァー』のCPU戦では通常キャラクターとしては登場せず、使用キャラクターによって「最終ボス」、「中ボス」、「乱入キャラクター」というように登場状況が変わる。『セイヴァー2』では最終ボスに固定され、家庭用の『ハンター2』では「乱入キャラクター」か「登場しない」となる。他者の魂を自分に同化させる能力を持ち、その能力を利用し魔界の全ての魂を融合して、唯一完全の生命体になろうと企む。その体は復活に必要な最低限の魔力で構成された可変液体であって、攻撃時に見せる赤い液体は実際には「血液」ではない。ガードキャンセル技の「スプレジオ」は自分の首を斬り落として体液を浴びせるなど、人間には到底不可能な技を持つ。プレイヤーキャラクターとしてデビューする前の『ハンター』のデミトリのバックストーリーイラストで使われた彼のデザインは『セイヴァー』の物と全く違っている（これは『セイヴァー』のジェダの身体は復活に必要な魔力で構成された、言わば仮初めの肉体のため）。技名は、ガードキャンセルを除いてイタリア語となっている。
“ラブリンハンター” バレッタ（Bulleta / Baby Bonnie Hood, B. B. Hood〈ベイビーボニーフード〉）
声 - 松下美由紀
赤ずきんのような姿をした人間の少女。北欧某国の出身。身長142cm、体重37kg。スリーサイズはB70、W58、H75。『セイヴァー』と『セイヴァー2』と『クロニクル』、および『EXエディション』『ダクコレ』内の家庭用『ハンター2』で登場する。
外見は可憐だが、魔物を狩るプロの凄腕ハンター。頭巾と手持ちのバスケットがトレードマークで、犬のハリーを連れている。服の中などあらゆる部分に銃器類の武器を隠しており、戦いでは残酷でハードボイルドな本性を見せる。その金銭に対する執着心は異常で、金のためなら容赦なく敵を惨殺することを厭わない。人間でありながら「その魂はダークストーカーと同質」とジェダから評されている。
“欲望の迷い子” リリス (Lilith)
声 - 小西寛子
モリガンとよく似た姿をした少女。身長168cm、体重54kg。スリーサイズはB74、W56、H83。『セイヴァー』と『セイヴァー2』と『クロニクル』、および『EXエディション』『ダクコレ』内の家庭用『ハンター2』で登場する。
過去に3分割されたモリガンの魂の内の1つ（残りの1つはベリオールの死去と共に消滅している）が、かりそめの身体を得て自我をもった存在。そのため、格好と技がモリガンと似ている。ただし、独自の技もあるために単なるコンパチブルキャラクターとは言えない性能になっている。業務用の『ハンター2』には参戦していないが、エンディングの隠しグラフィック（『セイヴァー2』の物と同じ画像）では姿を見せている。
『NAMCO x CAPCOM』および『クロスエッジ』では声優が今井由香に変更された。
“魂に群れなす妖蟲” キュービィ (Q-Bee)
声 - 松下美由紀
魔界に生息するハチに似た習性と人間に似た外観を持つ昆虫型の生物。全長125cm、個体重38.2kg。各部径は、腹部86cm、擬似腹部57.5cm、擬似臀部87.5cm、腹部（蜜嚢部）110cm。『セイヴァー』と『セイヴァー2』と『クロニクル』、および『EXエディション』『ダクコレ』内の家庭用『ハンター2』で登場する。
「魔蟲族」（まちゅうぞく）の一派、ソウルビー族の長 (Queen-Bee → Q-Bee)。魂を食糧としており、肉食。人間の女性の姿をしているのは人間の男を引寄せて捕食するためであり、人間の顔のように見える部分も擬態で、頭頂部の複眼が本当の目。知性は低く、カタコトでしか話せない。彼女の毒針による攻撃は、並みの人間なら間違いなく死に至る。

### 隠しキャラクター
“魔を祓う傀儡” 朧ビシャモン (Oboro Bishamon)
声 - 徳丸完
『ハンター』のエンディング以降、修行の末に法力を得て、般若に操られること無くその力を行使できるようになった人間のビシャモン。業務用の『セイヴァー』ではCPU専用の隠しボスであり、ノンプレイヤーキャラクターだったが、業務用『セイヴァー2』と『ハンター2』、家庭用『セイヴァー』からプレイヤーキャラクターとして使用可能となった。ゲーム内での名前は通常のビシャモンと同じく「Bishamon」と表示される。
基本性能はビシャモンを基にしているが、人魂が存在しないことから一部の技が変更され、隠しボスらしい高性能なキャラクターになっている。『セイヴァー』ではCPU戦で朧ビシャモンを倒すと、特殊なエンディングが流れる。
“内なる獣の本性” ダークガロン（Dark Gallon / Dark Talbain〈ダーク・タルバイン〉）
声 - 上田祐司
魔次元によって生み出された、人間への未練を捨てきったもう一人のガロン。『セイヴァー』ではボスキャラクターとして登場。キャラクター性能は通常のガロンとほぼ同じだが、「ドラゴンキャノン」の能力のみ若干変化している。『セイヴァー』、および『EXエディション』『ダクコレ』内の『セイヴァー2』『ハンター2』アレンジバージョンで使用可能。業務用『ハンター2』や『クロニクル』には、通常のガロンが出演しているものの、登場していない。ゲーム内での名前は通常のガロンと同じく「Gallon（日本国外版ではJ. Talbain）」と表示される。
シャドウ (Shadow)
影のような謎の存在。倒した相手にとり憑いて、その体を操り、さらに他のキャラクターを倒すということを繰り返している。そのため、2戦目以降はプレイヤーキャラクターが前の試合で倒した相手キャラクターに自動的に変わっていく。『セイヴァー』以降の作品で使用可能。ジェダが魔次元に引き込んだ魂のうち、「価値ある魂」以外の雑多な魂が収束した形とされる。キャラクター選択時にさらに特殊な操作を行うことで、最初に憑いているキャラクターを指定できる。なお、『セイヴァー』ではシャドウ自体のカラーが1色のみだったが、『セイヴァー2』と『ハンター2』、PS版『セイヴァー EXエディション』、『クロニクル』では現在憑いているキャラクターのカラーに合わせて色が変化し、登場時のポーズも独自の物が追加されている。
マリオネット (Marionette)
操り人形の形をしたシャドウ同様の謎の存在。闘う相手と同じ姿になり、同じ闘法で闘う。ゆえに、必ず同キャラクター対決になる。ただし、CPU戦で条件を満たしてCPUキャラクターに途中乱入された場合のみ例外で（隠しボスは除く）、本来戦うはずだったキャラクターに変身して乱入キャラクターと戦うことになる。『セイヴァー2』と『ハンター2』から追加され、PS版『セイヴァー EXエディション』や『クロニクル』でも使用可能。その他の業務用・家庭用『セイヴァー』には登場していない。
“孤独に魔界をさまよう狩人のなれの果て” ディー (Dee)
声 - 檜山修之
デミトリの通常技とドノヴァンの必殺技で闘う謎の男。ドノヴァンとの関係性は語られていないが、『セイヴァー』の「ゲーメストムック」で船水紀孝が「『セイヴァー』の開発段階ではドノヴァンがデミトリの顔換えキャラクターとして存在した」という旨の発言を行っている。『ダークストーカーズコレクション』内の『セイヴァー』と『ハンター2』と『セイヴァー2』の各アレンジバージョンでのみ使用可能。『ハンター2』と『セイヴァー2』の各アレンジでは隠しボスとしても登場。

### 『セイヴァー』以降の入替キャラクター一覧
アーケード版5作の登場キャラクターについて初登場以降の後発作品で退場（入替）があるキャラクターの一覧表。初登場以降全ての作品に登場するキャラクターは含まない（作品の稼働順：『初代』→『ハンター』→『セイヴァー』→『セイヴァー2 / ハンター2』）。『初代』登場キャラクターは全て『ハンター』に登場しているため、『セイヴァー』以降3作についてまとめる。
|                                      | セイヴァー | セイヴァー2 | ハンター2 |
| ------------------------------------ | ---------- | ----------- | --------- |
| ガロン、オルバス、サスカッチ         | ○          | ×           | ○         |
| フォボス、パイロン、ドノヴァン       | ×          | ○           | ○         |
| ジェダ、バレッタ、リリス、キュービィ | ○          | ○           | ×         |
| ダークガロン                         | ○          | ×           | ×         |

### その他のキャラクター
設定上のみで本編に登場しないものも含む。
ベリオール・アーンスランド (Belial Aensland)
モリガンの養父にしてアーンスランド家の長である魔王。彼の体内にモリガンの3つの魂の1つが封じられていた。魔界三大貴族の中でも飛びぬけた魔族として魔界最強の存在だったが、ベリオールは「魔界とは自身そのもの」という認識を持っているため、騒乱を望まず魔界全土を掌握しようとはしなかった。同じ三大貴族の霊王ガルナンの死去により、拮抗していた勢力バランスが崩壊し、ベリオールを狙った冥王ジェダも自滅してしまったため、台頭してきた他の貴族たちによって命を狙われた。ジェダが作った人間界の扉から力を得たデミトリとの交戦中、その扉を異界へ切り離した。その際に負った怪我がきっかけで衰退が始まり、『ハンター』のエンディングで没する。ペジとムドという2人の執事がいる。身長200m以上で、4本の腕と4つの目（内2つは、掌にある）を持つ。『ハンター』のデミトリのバックストーリーのイラストで姿を見せる。
ゲルデンハイム博士 (Professor Gerdenheim)
ビクトルを創ったマッドサイエンティスト。人造人間の魅力に取り付かれ、ビクトルの体のパーツを手に入れるために墓荒しや殺人を犯していた狂気の男。ビクトルの起動時に落雷で死亡した。なお、「ビクトル・フォン・ゲルデンハイム」とは彼自身の名前でもある。ビクトルのEX必殺技やダークフォース、『ヴァンパイア』および『ハンター』のホームステージ（ドイツの研究所）で幽霊となって登場している。
エミリー (Emily)
声 - 吉住梢
ゲルデンハイム博士の娘を名乗る少女。初代のビクトルのエンディングでビクトルの前に現れ、まるで姉弟のように幸せに暮らす。しかし、『ハンター』のエンディングの追加エピソードにて、彼女もゲルデンハイム博士によって造られた人造人間であり、ビクトルよりも前に製造されたプロトタイプであったことが判明する。ビクトルとは違い、とても人間らしい姿をしており、本人も人造人間である自覚がなく普通の人間として暮らしていたようである。『ハンター』のビクトルのエンディングでは機能が停止してしまい、これを受け『セイヴァー』ではビクトルが再起動の方法を模索するというストーリーになっている。『セイヴァー』の戦闘前のデモや勝利ポーズなどで幽霊のような姿を見せ、声も発する。
アクエリア（Aqueria / Keera Aqueria〈キーラ・アクエリア〉）
オルバスの妻のマーメイド。海底火山噴火の際、一族でただ一人オルバス以外で生き残った。エンディングでオルバスと出会い、のちに息子アルバを授かる。以降はオルバスのエンディングで姿を見せる。なお、男性の人魚を「マーマン」、女性の人魚を「マーメイド」と呼ぶ。
アルバ（Alba / Ricky〈リッキー〉）
オルバスとアクエリアの間に生まれた息子。『セイヴァー』の直前のストーリーので行方不明になり、オルバスが探索のために魔次元へ迷い込む。後にサルガッソーに棲む似た種族の少女リップル（Ripple / Micky〈ミッキー〉）と仲良くなる。
オゾム (Ozomu)
かつてのジェダの部下。ジェダを裏切り、自滅させることで彼の後釜につく。「帝王」を自称するが、その実力はベリオールはもとより、ジェダにも遠く及ばない。どす黒い魂を持つザベルを部下にして、より高次な魂になった所で彼を喰おうとしていたが、『セイヴァー』直前で復活したジェダによって吸収され消滅した。『ヴァンパイア』と『ハンター』のザベルのエンディングに姿を見せる。
アニタ (Anita)
声 - 氷上恭子
ドノヴァンが保護して常に連れている少女。超能力者であるがゆえに幼い頃から迫害を受け、感情と声を失った。常に首のとれた人形を持ち歩いている。ドノヴァンと同じ宿命を背負っているらしい。身長84cm、体重13kg。家庭用『セイヴァー』では、『ハンター』よりも以前、ドノヴァンと出会った晩に悪夢により未来の魔次元に取り込まれるという設定。
『ハンター』ではドノヴァンのエンディングにて10年後の成長した姿で登場している。また、『ダークストーカーズコレクション』でのディーのエンディングで登場する少女は、ダークハンターになったアニタであるとディーの性能や外見などから示唆されている。『ヴァンパイア』シリーズ本編ではプレイヤーキャラクターとしては使用できないが、シリーズ以外ではプレイヤーキャラクターとして参戦している作品も存在する。
なお『セイヴァー』のジェダのエンディングで、全ての魂を同化したジェダが目指そうとした次の敵の「あの女」とは、このアニタのことである。業務用の『セイヴァー』にはアニタは一切ストーリーに登場しなかった（ただし、朧ビシャモンを倒した後に登場する追加エンディングでゲスト的に出番がある）ため、スタッフがこの疑問に対してゲーム雑誌で「アニタである」と説明した。家庭用『セイヴァー』ではドノヴァンに対するジェダの台詞でそれを思わせる内容が追加されている。
リンリン（鈴鈴、Lin-Lin / Mei-Ling〈メイリン〉）
声 - 根谷美智子
中国出身。レイレイの双子の姉。道士であり、体術専門のレイレイを術者としてサポートする。戦闘時にはお札に変身してレイレイの額に張り付き、彼女の力が暴走しないように制御する。ゲーム中はその姿を対戦前デモ、ダークフォース、勝利ポーズ、エンディングなどで見ることができる。アニメでは本人も戦っていた。『セイヴァー』では衣装のデザインが一部変更されている。小説版では、妖魔に怯えて自分たちの力を当てにしようとする村人たちを嫌悪する、理知的で冷たい性格に描かれている。
セシル (Cecil)
声 - 氷上恭子
古代マヤ人の血を引く人間の少年。戦火で家や家族を失って遺跡に迷い込み、魔次元に飛ばされてしまうが、その際に起動したフォボスに主人と認識される。フォボスの近くにいるときに攻撃を受けたりガードするとフォボスはセシルにもバリアーを張って護る。家庭用の『セイヴァー』のフォボスのエンディングでは、これらの事情は描かれていない。『セイヴァー』（家庭用）とその続編である『セイヴァー2』に登場しているが、彼が登場していなかった『ハンター』の続編である『ハンター2』には登場していない。これは、ストーリーの分化をはかる演出のためである。なお、フォボスのグラフィックは『セイヴァー2』『ハンター2』の両版で共通となっている。
シスター・ローズ (Sister Rose)
フェリシアの育ての親のシスター。とある田舎町の教会の前に捨てられていた赤ん坊のフェリシアを拾い、併設された孤児院でわが子のように育てた。フェリシアが成長するにつれて人間でないことが分かった以降も、変わることなく愛を注ぎ続け「MAMA（ママ）」と呼ばれ慕われていた。後に、フェリシアと共にその地を離れたが、初代のストーリーの数年前に没した。設定のみの存在で、姿は見せない。
ル・マルタ (Le Marta)
声 - 神宮司弥生
ザベルと行動を共にする、魔界と人間界を行き来できる数少ない一つ目の魔界獣。暴走しがちなザベルの監視役としてオゾムが遣わした（そのため本質的にはオゾムの部下）。さまざまな形に変身することが可能で、ザベルのギターもル・マルタの一部である。オゾム消滅後はザベルに付き従う。『セイヴァー』ではバレッタに一目惚れしている。『ワンダー3』に「ルマルタ」という姿がよく似たキャラクターがおり、それがル・マルタのモデルになったとされる。
ガルナン・ヴォシュタル (Garunan Bosital)
2万年以上もの間ヴォシュタル家の当主をしていたが、100年前に老衰により死亡。霊王と呼ばれ、魔王ベリオールと冥王ジェダと肩を並べる魔界の三大貴族の一人だった。彼の死が魔界での勢力バランスが崩壊させ、魔界戦争の切っ掛けとなった。『ハンター』のデミトリのバックストーリーのイラストで姿を見せる。

## 特殊なダメージモーション
キャラクターのバラエティーが売りのこのシリーズでは、攻撃手段もユニークなものが多く、それにともなって専用のダメージモーションも多い。とどめに使われた場合、負け側のグラフィックとして独特の演出が行われることがある。

### ヴァンパイア（ダメージ）
燃焼
デミトリの「カオスフレア」など。燃えて、焦げたりなどする。ただしパイロンのみ焦げることは無い。
感電
ビクトルの「メガショック」など。感電し、骨が透ける。
裁き
アナカリスの「王家の裁き」。小さな動物や無生物になり、攻撃やガードができない無防備状態になる。
切断（横）
ビシャモンの「辻疾風」など。腹部のあたりで切断される。通常は一瞬で元通りになるが、KO時のみ切断されたままダウン状態になる。
立眩み
立ったまま行動不能となる。なお、オルバスの「ポイズンブレス」などでは全身が紫色、ビシャモンの「骸封じ」などでは霊がとり憑く、レイレイの「暗器砲」では頭の周りに星やキャラクター独自のシンボルがいくつか回るなど微妙な違いがある。他の格闘ゲームで言う気絶状態だが、このシリーズでは一部の限られた攻撃でしか発動せず、行動不能の時間も短い。
氷漬け
サスカッチの「ビッグタワーズ」、フォボスの「プラズマビーム」など。氷漬けとなり動けなくなる。技によっては追撃を受ける場合もある。
ダウン追い討ち
ダウンしている状態で追い討ち攻撃を喰らうと、腹部や腰などを曲げて苦しがる。デミトリは手足をジダバタさせるなど、滑稽な演出もある。

### ヴァンパイア ハンター（ダメージ）
ボール化
ザベルの「ヘルダンク」。バスケットボールにされ、ザベルがダンクシュートを決める。
切断（横）
大きな変化はないが、本作より登場のドノヴァンのみ、この演出が適用されない。ドノヴァン自身は魔族の血を引いた混血という設定だが、外見が人間に近いため倫理規制に配慮した措置で身体の分断演出が行われない、とされている。その一方で、『セイヴァー』以降では人間であるバレッタにもこの演出が適用されている。
ファラオマジック
技としてはヴァンパイアから存在したが、この技でKOしたときにはいつまでも棺が表示され続けるようになった。
自決
ビシャモンのES撥ね刃（『セイヴァー』以降はES「辻疾風」）。悪霊が取り憑き、相手を自決させる。

### ヴァンパイア セイヴァー（ダメージ）
女性化
デミトリの「ミッドナイトブリス」など。フォボスと男性キャラクターは女性化、女性キャラクターはコスプレしたような外見になる。「ミッドナイトブリス」の場合、そこからさらに血を吸われ、干からびたようになる。
切断（縦）
ガロンの「モーメントスライス」など。縦に斬撃を受けてダウン、さらに縦に真っ二つになる。切断（横）同様、通常は元通りになる、KO時は切断されたまま、ドノヴァンのみ切断されない、などの特徴を持つ。なお、バレッタは縦横ともに切断が行われる。
石化
アナカリスの「ファラオサルベーション」。石化する。
閻魔石
ビシャモンの「閻魔石」。石抱による拷問を受ける。一部のキャラクターのみ専用のモーションを持つ。
さらし首
ビシャモンの「とが首さらし」。KO時のみ切断された上半身が別な物に変化して、さらし首の台の上に置かれ表示され続ける。ドノヴァンは切断されず、台には数珠の珠が一粒置かれる。
破裂
ジェダの「サングェ＝パッサーレ」。ジェダの赤い体液を送り込まれ、破裂させられる。これでKOされると、切断（横）と同じ状態になる。
契約
ジェダの「プロヴァ＝ディ＝セルヴォ」。契約書のようなものに赤い体液で魚拓のようなものをとられる。さらにこの技でとどめを刺されると、本人は元に戻るが契約書は表示され続ける。
林檎
バレッタの「アップルフォーユー」。林檎（正確には林檎型爆弾）を渡されて不思議がる（相手の頭上に「?」マークが表示され、爆弾だと気付き「!」となった瞬間に爆発する）。
蜜
キュービィの「Qj」。粘度の高い、蜂蜜に包まれて行動不能になる。
蜂刺され
キュービィの「+B」。全身を蜂に刺され、腫れ上がる。
ダンス
リリスの「グルーミーパペットショウ」。シルクハットと杖で着飾り、直後に踊らされる。
ファラオマジック
『ハンター』以降はさらにパワーアップし、攻撃側がボタンを押し続けることで最後の棺が「巨大」「上下逆」という新グラフィックで表示されるようになった。KOに使った場合は、たとえば巨大で上下逆な棺がいつまでも表示され続ける。なお、『セイヴァー2』『ハンター2』ではさらに「小」「カイビトつき」という新グラフィックが追加された。

## スタッフ
ヴァンパイア
- プランニング：大野純一、GYO（永道康彦）、JUN KOIKE
- プログラム：大内淳司、江城元秀、辻利彦、鈴木守道、稲葉博
- オブジェクト：KURISAN（栗原明美）、柴田洋、KEIKO KITAYAMA、陰山みずほ、TAKASHI HAYASHI、Q、松本敏和、KIMO KIMO（木本壮紀）、WHO、高岡徹、MIZUPYON（森本みずえ）
- スクロール：京谷有紀、KAORI MATSUMOTO、今堀弘之、AKEMI ISEO、竹尾圭代、MIYUKI HONGOH、SARU
- サウンドデザイン：梶野俊夫、Tomoyuki "T.K,NY" Kawakami（川上朝幸）
- ミュージックコンポーズ："ANACHY" TAKAPON（岩井隆之）、HIDEKI.OK（奥河英樹）

ヴァンパイア ハンター
- ゲームデザイン：OHN（大野純一）、NOHAH
- サウンドデザイナー：T.Kawakami "T.K,NY"（川上朝幸）、梶野俊夫
- ミュージックコンポーザー：ANACHY "TAKAPON"（岩井隆之）、HIDEKI.OK（奥河英樹）、Akari.K -Lemon-（海田明里）
- オブジェクトデザイナー：KURI（栗原明美）、TANUKI（西尾仁志）、IKUSAN Z（中山郁夫）、TAKASHI HAYASHI、柴田洋、KITASAN、MIZUHO（陰山みずほ）、Q、THE WHO、KIMO KIMO（木本壮紀）、SHISUI、YORIO（頼兼和男）、TAKAOKA（高岡徹）、PEI、MIZUPYON（森本みずえ）、G KAMINA（上水口真司）、CHUNKICHI、TSUYOSHI（長山剛士）、KAMAMESHI（藤岡要）、"KOUDA" IsI.B、YANAGI KAGEROU、YOSHIOKA、DEKAO（植田雅生）、KICK、SYUUCHAN（黒瀬修平）、KIDAI（茂山基大）、KOZUCHI、DELTA
- スクロールデザイナー：KYO（京谷有紀）、TAMACHAN（竹尾圭代）、MOTOKAZZ.S（坂井元一）、AYA
- プログラムデザイナー：PANDA、T J（辻利彦）、ODAWARA HASSSSSSY（橋立広康）、Mo.SUZUKI（鈴木守道）、MiN、ITTETSU、TSUNA HAYAHIDE、HERO HERO、HDO（迫英男）、TORA PAPA & YUME & HIDE MAMA
- プロデューサー：KIHAJI-O（岡本吉起）
- スペシャルサンクス：POO（船水紀孝）、SPIKEY、MUCCHI（村田治生）、ALEX JIMENEZ (CAPCOM USA)、Mr.SHIRAIWA

ヴァンパイア セイヴァー
『セイヴァー』および『セイヴァー2』『ハンター2』のスタッフはほぼ同じ。
- メインミュージックコンポーザー：ANACHY TAKAPON（岩井隆之）
- サブミュージックコンポーザー：甲田雅人[注釈 2]、CYBER-T（柴田徹也）[注釈 3]
- サウンドエフェクト＆ボイスエディット：MOE・T（北村武）
- サウンドドライバー：YASUSHI IKEDA "A!OHANA"（いけだやすし）
- サウンドツール：TOMOHIRO MASUDA
- サウンドQ_64Mハードウェア：IDA〜〜〜〜〜〜〜N
- キャラクターデザイン：ERIPYONSUKE（中村会里）、石井誠、FUJIHARA、ARI、TAKEMOTO（竹本勝紀）、RUMI chan、高坂隆之、小松玲子、MASARUSAN-N（西村マサル）、KURI（栗原明美）、TANUKI（西尾仁志）、KITASAN、BALL BOY、MIZUHO（陰山みずほ）、Q、WHO、KIMO KIMO（木本壮紀）、N_LABO、YOU・TEN NAKANO（中野雄天）、MIZUPYON（森本みずえ）、KANAME（藤岡要）、TSUYOSHI（長山剛士）、Fuzii & Peliko（藤井紀秀）、G.KAMINA（上水口真司）、Yoshioka、IsI・B GAO、五十嵐仁、KOZUCHI、SHISUI[注釈 3]
- スクロールデザイン：KYOTANI（京谷有紀）、中塚由美子、TAMACHAN（竹尾圭代）、MORISAKI CHIE（中山智恵）、GORO SUZUKI 1996（鈴木吾郎）、KANNO（菅野篤史）、YUUGEN（祐源宏史）、POKKEMON（BENGUS）
- プログラムデザイン：HYPER SHINCHAN（山崎慎一郎）、CHAM（岡田成司）、PON、MiN、ITTETSU、24（NISHI）（西村幸雄）、MOTO & TOMO NOGI[注釈 2] / TOM & MOTO MAY![注釈 3]（野木基寿）、T.HIROKADO（廣門輝明）、HARD・YAS（原田康則）
- プランナー：S.OBATA（尾畑心一朗）、NEO_G -H.ISHIZAWA-（石澤英敏）、Malachie、NOHAH、KANETAKA（KINTA）（兼高克志）
- スペシャルサンクス：村田治生、白岩卓也、ERIK SUZUKI、SHOEI（岡野正衛）、SAKOMIZU（迫水新一郎）、Hiroaki "X68k" Kondo（近藤広明）、MOE・K（MOMORA）[注釈 2]
- プロデューサー：飯島哲也[注釈 2]、船水紀孝[注釈 3]
- ゼネラルプロデューサー：船水紀孝、岡本吉起

## 関連書籍
- 『ヴァンパイア』（ゲーメスト10月30日号増刊 新声社 1994年10月 雑誌コード 22446-10/30）
- 『ALL ABOUT ヴァンパイア』（スタジオベントスタッフ 電波新聞社 1994年10月 雑誌コード 18362-11）
- 『ALL ABOUT ヴァンパイア ハンター』（スタジオベントスタッフ 電波新聞社 1995年5月 雑誌コード 18362-06）
- 『ヴァンパイア ハンター』（ゲーメストムック 新声社 1995年6月 雑誌コード 63381-11）
- 『ヴァンパイアハンターの謎 迷い込んだら逃れられないアナザーワールドへよ・う・こ・そ……』（ゲーメスト書籍編集部 / カプコン開発チーム 新声社 1995年7月 ISBN 4-88199-180-9）
- 『ザ・ヴァンパイア ハンター セガサターンマニュアル Ver.1 Action handbook for night warriors (especial edition)』（スタジオベントスタッフ アスペクト 1996年3月 ISBN 4-89366-493-X）
- 『ザ・ヴァンパイア ハンター セガサターンマニュアル Ver.2 Darkstalkers' bible for super freaks (extra edition)』（スタジオベントスタッフ アスペクト 1996年3月 ISBN 4-89366-505-7）
- 『ヴァンパイア ハンター Darkstalkers' Revenge パーフェクトガイド』（ゲーメストムックEX 新声社 1996年4月 ISBN 4-88199-237-6）
- 『ヴァンパイア セイヴァー グラフィカルマニュアル 基礎知識編』（ゲーメストムック 新声社 1997年6月 ISBN 4-88199-354-2）
- 『ALL ABOUT ヴァンパイア セイヴァー』（スタジオベントスタッフ 電波新聞社 1997年8月 ISBN 4-88554-474-2）
- 『ヴァンパイア セイヴァー ファンブック』（ゲーメストムック 新声社 1997年8月 ISBN 4-88199-374-7）
- 『ヴァンパイア セイヴァー テクニカルマニュアル 実戦活用編』（ゲーメストムック 新声社 1997年9月 ISBN 4-88199-372-0）
- 『ヴァンパイア セイヴァー 公式ガイドブック』（ファミ通 アスペクト 1998年5月 ISBN 4-7572-0065-X）
- 『ヴァンパイア セイヴァー パーフェクトガイド』（セガサターンマガジン編集部 ソフトバンク 1998年6月 ISBN 4-7973-0627-0）
- 『ヴァンパイア グラフィック ファイル』（カプコン 2007年3月 ISBN 978-4-86233-124-3）
- 『ヴァンパイア トリビュート』(『DARKSTALKERS TRIBUTE』)（ウドン・コミックス 2009年8月 ISBN 978-1-897376-10-2）
- 『ヴァンパイア アートワークス』（カプコン 2013年3月 ISBN 978-4-86233-389-6）

## サウンドトラック
- ヴァンパイア アーケードゲームトラック（ソニーレコード、1994年9月7日）
- ヴァンパイア ハンター アーケードゲームトラック（ソニーレコード、1995年5月21日）
- カプコンゲームサウンドトラック「ヴァンパイア セイヴァー」（セルピュータ、1997年8月21日）

## 関連作品

### 本シリーズのキャラクターが登場する他のゲーム
プレイヤーキャラクターか敵キャラクターとして登場する作品とキャラクターのみを記述する。背景・技などの演出・セリフなどでしか登場しないキャラクターは除外する。
- カプコン作品
  - MARVEL SUPER HEROES（隠しキャラクターとしてアニタ）
  - MARVEL VS. CAPCOM CLASH OF SUPER HEROES（モリガン。隠しキャラクターとしてリリス風モリガン、スペシャルパートナーとしてアニタが登場）
  - MARVEL VS. CAPCOM 2 NEW AGE OF HEROES（モリガン、フェリシア、アナカリス、バレッタ）
  - MARVEL VS. CAPCOM 3 Fate of Two Worlds（モリガン、フェリシア、レイレイ）
  - マーベル VS. カプコン:インフィニット（モリガン、ジェダ）
  - CAPCOM FIGHTING Jam（デミトリ、フェリシア、アナカリス、ジェダ。ボスキャラクターとしてパイロン）
  - タツノコ VS. CAPCOM CROSS GENERATION OF HEROES（モリガン）
  - ポケットファイター（モリガン、フェリシア、レイレイ）
  - スーパーパズルファイターIIX（モリガン、フェリシア、レイレイ、ドノヴァン。家庭用では隠しキャラクターとしておフダ（リンリン）、アニタ、コウモリ（裁かれモリガン。ドリームキャスト版のみ）も使用可能）
  - 鬼武者Soul（モリガン、リリス、ジェダ、フェリシア、バレッタ、レイレイ）
  - LINE DROP スピリットキャッチャー レイレイ（レイレイ。レイドボスとしてデミトリ、モリガン、サスカッチ、リリス、フェリシア、ザベル） - LINE株式会社より2013年7月11日にサービス開始、2014年4月2日をもってサービス終了[16]。
  - ストリートファイター×オールカプコン（多数のキャラクターが登場）
  - オトレンジャー（リリス、フェリシア、バレッタ、レイレイ、モリガン）
  - ストリートファイター バトルコンビネーション（モリガン、リリス、フェリシア）
  - ストリートファイター パズルスピリッツ（モリガン、フェリシア、レイレイ）
  - 携帯電話アプリゲーム - カプコンの有料携帯サイト「ケータイカプコン」および「カプコンパーティ」で配信されていたゲーム。利用はiアプリに限るが、『レイレイのマジカルハンマー』だけは全アプリ対応。
    - お散歩モリガン（モリガン）
    - サスカッチ ゴーホーム、サスカッチ ゴーホーム2（サスカッチ）
    - オルバス ワイルドリバー（オルバス）
    - パズル アナカリス ザ カオス ピラミッド（アナカリス）
    - レイレイのマジカルハンマー（レイレイ）
    - フェリシアのマジカルステップ（フェリシア）
    - ポーカーファイター（レイレイ）
    - その他、敵キャラクターとして登場するものが数作存在
- 他ゲーム会社との共同製作作品
  - カプコン バーサス エス・エヌ・ケイ ミレニアムファイト 2000/PRO（隠しキャラクターとしてモリガン）
  - CAPCOM VS. SNK 2 MILLIONAIRE FIGHTING 2001（モリガン）
  - SNK VS. CAPCOM SVC CHAOS（乱入キャラクターとしてデミトリ）
  - 頂上決戦 最強ファイターズ SNK VS. CAPCOM（モリガン、フェリシア。隠しキャラクターとしてバレッタ）
  - SNK VS. CAPCOM 激突カードファイターズ シリーズ（カードとして全キャラクター）
  - ガンバード2（ドリームキャスト版）（モリガン）
  - ガンスパイク（隠しキャラクターとしてバレッタ）
  - NAMCO x CAPCOM（デミトリ、モリガン、フェリシア、レイレイ、リリス。ザベル、フォボス、キュービィは敵キャラクターとして登場）
  - クロスエッジ（デミトリ、モリガン、フェリシア、ジェダ、リリス）
  - ゾンビカフェ（多数のキャラクターが登場）
  - PROJECT X ZONE（デミトリ、モリガン、レイレイ。ジェダ、ザベル、キュービィは敵キャラクターとして登場）
  - PROJECT X ZONE 2:BRAVE NEW WORLD（デミトリ、モリガン、フェリシア。ザベル、パイロン、バレッタ、キュービィは敵キャラクターとして登場）

### メディアミックス作品

#### OVA
1997年から1998年の間に全4巻が発売。また DVD-BOX も発売されている。
- The Animated Series ヴァンパイアハンターVol.1「蘇れ、闇に集いし者ども」 （1997年3月21日）
- The Animated Series ヴァンパイアハンターVol.2「闇の血、闇の力」 （1997年7月25日）
- The Animated Series ヴァンパイアハンターVol.3「闘争神 (PYRON) 降臨」 （1997年10月24日）
- The Animated Series ヴァンパイアハンターVol.4「闘いは誰がために…」 （1998年3月27日）
- 「VAMPIRE HUNTER（ヴァンパイアハンター） The Animated Series Complete DVD Box」

##### キャスト
- デミトリ＝マキシモフ：大塚明夫
- ドノヴァン＝バイン：石塚運昇
- モリガン＝アーンスランド：佐久間レイ
- フェリシア：野上ゆかな
- ザベル＝ザロック：山寺宏一
- パイロン：小川真司
- ビシャモン：江原正士
- 般若：飯塚昭三
- リンリン：岡本麻弥
- レイレイ：宮村優子
- ガロン：立木文彦
- アニタ：矢島晶子
- デミトリの執事：仁内建之
- オーナー：有本欽隆
- リンリン・レイレイの母：滝沢久美子
- 博士：小林恭治
- 大哲人：塚田正昭

##### スタッフ（OVA）
- プロデューサー：財前健一郎、大西敏樹
- キャラクターデザイン・総作画監督：村瀬修功
- 色彩設計：三笠修、金丸ゆう子、宮崎亮滋
- 美術監督：金子英俊
- 撮影監督：山口仁
- 音楽：大谷幸
- 音響監督：鶴岡陽太
- 製作プロデューサー：丸山正雄
- アニメーション制作：マッドハウス
- 製作：アミューズビデオ、デジタル・メディア・ラボ
- 監督：池田成

##### 主題歌
- エンディング「THE TROUBLE MAN」（作詞：アンドリュー・ゴールド、作曲・歌：矢沢永吉） - PlayStation版『ヴァンパイア』のオープニング曲でもある。

##### 各話リスト
| 話数 | サブタイトル           | 脚本     | 絵コンテ        | 演出     | 作画監督        |
| ---- | ---------------------- | -------- | --------------- | -------- | --------------- |
| 1    | 蘇れ、闇に集いし者ども | 池田成   | -               | 星川孝文 | 村瀬修功        |
| 2    | 闇の血、闇の力         | 池田成   | -               | 田中洋之 | 佐藤雄三        |
| 3    | 闘争神 (PYRON) 降臨    | 浦畑達彦 | 片渕須直        | 高山秀樹 | 中田雅夫 田崎聡 |
| 4    | 闘いは誰がために…      | 浦畑達彦 | 片渕須直 池田成 | 田中洋之 | 田崎聡          |

#### ドラマCD、テープ
『メディアワークス』『ビクターエンタテインメント』『ムービック』『ポニーキャニオン』の4社から、ドラマ作品のCDおよびカセットが販売されている。

##### メディアワークス
- タイトル：電撃CD文庫EX ヴァンパイア 〜ザ ナイト ウォーリアーズ〜
- 発売日：1995年7月25日
- キャスト
  - デミトリ：大塚明夫
  - モリガン：冬馬由美
  - フェリシア：丹下桜
  - オルバス：置鮎龍太郎
  - ガロン：林延年
  - ザベル：石川英郎
  - エリザベス：新山志保
  - シスターローズ：溝上真紀子
  - パイロン：銀河万丈

##### ビクターエンタテインメント
- タイトル：ヴァンパイアハンター外伝〜宿命の旅人ドノヴァン〜
- 発売日：1995年10月21日
- キャスト
  - ドノヴァン：小杉十郎太
  - アニタ：椎名へきる
  - ピート：折笠愛
  - エレン：鶴ひろみ
  - マイク・カーペンターズ / 魔物10：堀内賢雄
  - シャンブロウ：勝生真沙子
  - ナレーション：大塚明夫
  - 魔物1 / 魔物3 / 魔物8 / 街の男4：宇垣秀成
  - 魔物2 / 魔物7、街の男2 / 街の男3 / 街の男5：室園丈裕
  - 老人 / 魔物5：村松康雄
  - 店の主人、魔物4 / 魔物6 / 魔物9、街の男1：梅津秀行
  - 男の子1 / 街の女1 / 街の女2：くればやしたくみ
  - 女の子1 / 街の子供1：森沢茉美

##### ムービック
- タイトル：ヴァンパイア・ナイト 〜お笑い夜の祭典〜
  - 発売日：1995年8月1日 （カセットテープ）
- タイトル：ヴァンパイアハンター ダークネスミッション〜特選バター醤油味〜
  - 発売日：1996年1月31日
- キャスト
  - デミトリ：塩沢兼人
  - ザベル：島田敏
  - モリガン：井上喜久子
  - フェリシア：小桜エツ子
  - ドノヴァン：置鮎龍太郎
  - レイレイ：久川綾
  - リンリン：こおろぎさとみ
  - ガロン / オルバス / サスカッチ：三木眞一郎
  - アミュレット / 他：永島由子
  - ビクトル / ル・マルタ / 他：千葉一伸
  - 他：小西寛子
  - ナレーション：若本規夫

##### ポニーキャニオン
- タイトル：ヴァンパイアハンター The Animated Series
- 発売日：1998年1月8日
- 収録トラック
  1. ストーリー1 第1章 宇宙からの征服者、パイロン降臨
  2. ストーリー1 第2章 己の血との戦い
  3. ストーリー1 第3章 デミトリ城、陥落
  4. ストーリー2 第1章 地球滅亡の危機
  5. ストーリー2 第2章 母への愛、ゆえに……
  6. ストーリー2 第3章 闇を消す、邪悪な光
  7. ストーリー2 第4章 闇を越える戦い
  8. おまけ ラジオ予告 & ガイダンス（その1）
  9. おまけ ラジオ予告 & ガイダンス（その2）
  10. おまけ ラジオ予告 & ガイダンス（その3）
- キャスト
  - パイロン：小川真司
  - デミトリ：大塚明夫
  - モリガン：佐久間レイ
  - リンリン：岡本麻弥
  - レイレイ：宮村優子
  - ドノヴァン：石塚運昇
  - アニタ：矢島晶子
  - フェリシア：ゆかな
  - サスカッチ：川津泰彦

#### 小説
- 『ヴァンパイア MIDNIGHT FLYER』（いさき玲衣 アスペクト 1995年6月 ISBN 4-89366-376-3）
- 『ヴァンパイアハンター外伝 モリガン編 紅い月の魔女』（嬉野秋彦 新声社 1995年9月 ISBN 4-88199-199-X）
- 『ヴァンパイアハンター外伝 レイレイ編 終わらない春』（嬉野秋彦 新声社 1996年1月 ISBN 4-88199-215-5）
- 『ヴァンパイアセイヴァー 冥き王』上巻 （嬉野秋彦 アスキー 1997年9月 ISBN 4-89366-800-5）
- 『ヴァンパイアセイヴァー 魂の還るところ』下巻 （嬉野秋彦 アスキー 1997年10月 ISBN 4-89366-820-X）
- 『ヴァンパイアハンター The animated series』上下巻（竹内誠 メディアワークス 1997年10月 ISBN 4-07-307129-7 / 1998年4月 ISBN 4-07-308583-2）
- 『ヴァンパイアハンター MIDNIGHT ELEGY』（いさき玲衣 アスキー 1997年11月 ISBN 4-89366-819-6）

#### 漫画
- 『ヴァンパイアハンター』（松永祭 徳間書店『コミック鉄人』連載、未単行本化 1995年）
- 『ヴァンパイアハンター』全2巻（藤田丈士 新声社 1995年8月 ISBN 4-88199-194-9 / 1996年7月 ISBN 4-88199-261-9）
- 『ヴァンパイア 〜終末の使者 ビクトル〜』全2巻（若宮弘明 講談社 1996年3月 ISBN 4-06-312252-2 / 1996年5月 ISBN 4-06-312276-X）
- 『ヴァンパイアハンター』（石田走 アスキー 1996年5月 ISBN 4-7561-1224-2）
- 『カプコン・セレクション マレフィカールム』（伊藤真美 新声社 1997年11月 ISBN 978-4881994122）
- 『Welcome ねむチャンネル ヴァンパイア』（夢来鳥ねむ メディアワークス 1997年 ISBN 4-07-307537-3）
- 『ヴァンパイア セイヴァー 〜魂の迷い子〜』全5巻 （東まゆみ スクウェア・エニックス 1998年6月 ISBN 4-87025-314-3 / 1999年5月 ISBN 4-7575-0031-9 / 2000年3月 ISBN 4-7575-0200-1 / 2001年2月 ISBN 4-7575-0386-5 / 2001年11月 ISBN 4-7575-0563-9）
- 『DARKSTALKERS』全2巻（Ken Siu-Chong ウドン・コミックス 2004年 / 2010年）（アメリカンコミック）
- 『STREET FIGHTER VS. DARKSTALKERS』全2巻（Ken Siu-Chong ウドン・コミックス 2017年 / 2018年）（アメリカンコミック）
- 『Darkstalkers Morrigan』（Ken Siu-Chong ウドン・コミックス 2022年3月 - ）（アメリカンコミック）
- 『Darkstalkers Felicia』（Ken Siu-Chong ウドン・コミックス 2023年4月 - ）（アメリカンコミック）
- 『Darkstalkers HSIEN-KO』（Ken Siu-Chong ウドン・コミックス 2023年10月 - ）（アメリカンコミック）

#### 漫画（アンソロジー）
- 『ヴァンパイア コミックアンソロジー』全2巻（コミックゲーメスト 新声社 1994年11月 ISBN 4-88199-138-8 / 1995年4月 ISBN 4-88199-164-7）
- 『ヴァンパイア 4コマ決定版』（コミックゲーメスト 新声社 1995年2月 ISBN 4-88199-157-4）
- 『ヴァンパイア アミューズメント・アンソロジー・シリーズ』（ホビージャパン 1995年5月 ISBN 4-89425-070-5）
- 『ヴァンパイアハンター 4コマ決定版』（コミックゲーメスト 新声社 1995年7月 ISBN 4-88199-186-8）
- 『ヴァンパイアハンター コミックアンソロジー』全2巻（コミックゲーメスト 新声社 1995年7月 ISBN 4-88199-186-8 / 1995年11月 ISBN 4-88199-206-6）
- 『ヴァンパイアハンター アミューズメント・アンソロジー・シリーズ』全2巻（ホビージャパン 1995年8月 ISBN 4-89425-078-0 / 1995年11月 ISBN 4-89425-088-8）
- 『ヴァンパイアハンター Darkstalkers' Revenge アンソロジーコミック』（ソフトバンク 1996年8月 ISBN 4-7973-0015-9）
- 『ヴァンパイアハンター 4コマまんが王国』（双葉社 1996年9月 ISBN 4-575-93468-2）
- 『ヴァンパイアセイヴァー コミックアンソロジー』全2巻（コミックゲーメスト 新声社 1997年8月 ISBN 4-88199-369-0 / 1997年10月 ISBN 4-88199-386-0）
- 『ヴァンパイアセイヴァー 4コマ決定盤』全2巻（コミックゲーメスト 新声社 1997年9月 ISBN 4-88199-375-5 / 1997年11月 ISBN 4-88199-399-2）
- 『ヴァンパイアセイヴァー 4コマギャグバトル』（光文社 1997年9月 ISBN 4-334-80399-7）
- 『いくぞ! ヴァンパイアセイヴァー G-collection 4コマコミック』（ムービック 1997年11月 ISBN 4-89601-327-1）
- 『ヴァンパイアセイヴァー 4コママンガ劇場』（エニックス 1997年12月 ISBN 4-87025-682-7）
- 『ヴァンパイアセイヴァー ハイパーGコミックアンソロジー』（エニックス 1998年10月 ISBN 4-87025-396-8）
- 『ヴァンパイアセイヴァー アンソロジーコミック』（ムービック 2002年4月 ISBN 4-89601-422-7）
- 『ヴァンパイアリザレクションオフィシャルアンソロジーコミック』（カプコン 2013年3月 ISBN 4-86233-388-5）
- その他、いくつかのカプコンゲームのアンソロジーコミックに『ヴァンパイア』シリーズを扱った作品が収録されている。

#### テレビアニメ
『DarkStalkers the Animated Series』
1995年に北米でアニメ化されている。全13話。魔法使いマーリンの子孫であるハリー・グリモアという魔法使いの少年が、フェリシアら正義のダークストーカーと共に世界の危機を救うという内容。モリガンはモーガン・ル・フェイの子孫という設定にされている。また、主に女性キャラクターのキャラクターデザインがテレビ放映向けにおとなしく改変されたり、色設定にも変更のあるキャラクターが多い。なお、DVDで発売される際には『Darkstalkers Battle Storm』と改題された。

##### スタッフ（テレビアニメ）
- シリーズ構成 - リチャード・ミューラー
- プロデューサー - 辻本憲三、ビクター・ダル・チェレ、グウェン・ヴェッツラー
- アソシエイト・プロデューサー - 坂井昭夫、関口卓史
- 製作担当 - ヴァレリー・アルバレス、カタオカ・ハヅキ、高橋栄一
- カプコン・コンサルタント - アレックス・ヒメネス、エリック・ルーサー、岡本吉起、フィリップ・リード、トミタ・ノブコ
- アニメーション総監督 - フレッド・ミラー
- 音楽 - ウィリアム・アンダーソン
- 制作総指揮 - 会田純、ダニエル・S・クレツキー、ステファニー・グラツィアーノ
- 製作 - カプコン（&カプコンUSA）、グラーツ・エンターテイメント

##### 放映リスト
| #  | サブタイトル                             | 放送日         |
| -- | ---------------------------------------- | -------------- |
| 1  | Out of the Dark                          | 1995年 9月30日 |
| 2  | Donovan's Bane                           | 10月7日        |
| 3  | Pyramid Power                            | 10月14日       |
| 4  | The Game                                 | 10月21日       |
| 5  | And the Walls Come Tumblin' Down         | 10月28日       |
| 6  | Ghost Hunter                             | 11月4日        |
| 7  | Little Bigfoot's Last Stand              | 11月11日       |
| 8  | My Harry's in the Highlands              | 11月18日       |
| 9  | Aliens Keep Out                          | 11月25日       |
| 10 | Samurai's Honor                          | 12月2日        |
| 11 | There's no Business Like Dragon Business | 12月9日        |
| 12 | Darkest Before the Dawn                  | 11月16日       |
| 13 | Everyone's a Critic                      | 12月23日       |